# Liste der Biografien/Garc
Liste der Biografien |
Portal Biografien |
Personensuche
# |
A |
B |
C |
D |
E |
F |
G |
H |
I |
J |
K |
L |
M |
N |
O |
P |
Q |
R |
S |
T |
U |
V |
W |
X |
Y |
Z |
?
 
Ga |
Gb |
Gc |
Gd |
Ge |
Gf |
Gh |
Gi |
Gj |
Gk |
Gl |
Gm |
Gn |
Go |
Gp |
Gq |
Gr |
Gs |
Gu |
Gv |
Gw |
Gy |
Gz
 
Gaa |
Gab |
Gac |
Gad |
Gae |
Gaf |
Gag |
Gah |
Gai |
Gaj |
Gak |
Gal |
Gam |
Gan |
Gao |
Gap |
Gaq |
Gar |
Gas |
Gat |
Gau |
Gav |
Gaw |
Gax |
Gay |
Gaz
 
Gara |
Garb |
Garc |
Gard |
Gare |
Garf |
Garg |
Garh |
Gari |
Gark |
Garl |
Garm |
Garn |
Garo |
Garp |
Garr |
Gars |
Gart |
Garu |
Garv |
Garw |
Gary |
Garz
Die Liste der Biografien führt alle Personen auf, die in der deutschsprachigen Wikipedia einen Artikel haben. Dieses ist eine Teilliste mit 667 Einträgen von Personen, deren Namen mit den Buchstaben „Garc“ beginnt.

## Garc

### Garca
- Garcaeus, Joachim (1567–1633), deutscher lutherischer Theologe und Geistlicher
- Garcaeus, Johannes der Ältere (1502–1558), deutscher Reformator
- Garcaeus, Johannes der Jüngere (1530–1574), deutscher lutherischer Theologe und Astrologe
- Garcaeus, Zacharias (1544–1586), deutscher Theologe, Jurist und Historiker

### Garce
- Garcé, Ariel (* 1979), argentinischer Fußballspieler
- Garcea, Adrian (* 1999), rumänischer Leichtathlet
- Garceau, Catherine (* 1978), kanadische Synchronschwimmerin
- Garcelon, Alonzo (1813–1906), US-amerikanischer Politiker, Gouverneur von Maine (1879–1880)
- Garcera, Gilbert (* 1959), philippinischer Geistlicher, Erzbischof Lipa
- Garcés Monsalve, José Libardo (* 1967), kolumbianischer Geistlicher, römisch-katholischer Bischof von Cúcuta
- Garcés Ramón, Vicente Miguel (* 1946), spanischer Politiker (Partido Socialista Obrero Español), MdEP
- Garcés Rivera, José Luis (* 1981), panamaischer Fußballspieler
- Garcés, Borja (* 1999), spanischer Fußballspieler
- Garcés, Carlos (1900–1980), mexikanischer Fußballspieler
- Garcés, Delia (1919–2001), argentinische Film- und Theaterschauspielerin
- Garcés, Gustavo Adolfo (* 1957), kolumbianischer Dichter, Essayist und Volksanwalt
- Garcés, Jorge (* 1954), chilenischer Fußballspieler und -trainer
- Garcés, Juan (* 1944), spanischer Jurist
- Garcés, Marco (* 1972), mexikanischer Fußballspieler
- Garcés, Marina (* 1973), spanische Philosophin
- Garces, Marsha (* 1956), US-amerikanische FilmproduzentinMarsha Garces (* 1956)

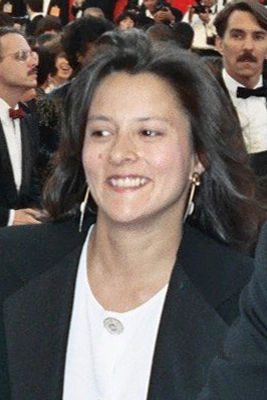
Marsha Garces (* 1956)

- Garcés, Paula (* 1974), US-amerikanische Schauspielerin
- Garcés, Paulo (* 1984), chilenischer Fußballspieler
- Garcet, Paul (1901–1945), belgischer Arbeiterführer
- Garcet, Robert (1912–2001), belgischer christlicher Mystiker, Schriftsteller, Pazifist, Steinmetz und autodidaktischer Künstler
- Garcete, Tranquilino (* 1907), paraguayischer Fußballspieler
- Garcetti, Eric (* 1971), US-amerikanischer Politiker und seit Juli 2013 Bürgermeister der Stadt Los Angeles
- Garcez, Lucas Nogueira (1913–1982), brasilianischer Ingenieur und Politiker (Partido Social Progressista)

### Garch
- Garcha, Gurlaine Kaur (* 1993), britische Schauspielerin
- Garchery, Marcel (1876–1961), französischer General
- Garchik, Jacob (* 1976), US-amerikanischer Multiinstrumentalist des Jazz und der Weltmusik

### Garci
- Garci, José Luis (* 1944), spanischer Regisseur

#### Garcia
- Garcia, schauspielende Person aus den USA
- García (1042–1090), König von Galicien

###### Garcia A
- García Abril, Antón (1933–2021), spanischer Komponist und Musikpädagoge
- García Acosta, José Vicente (* 1972), spanischer Radrennfahrer
- García Adánez, Isabel (* 1972), spanische Übersetzerin und Hochschullehrerin
- García Aguilar, Horacio (1919–2002), mexikanischer Agraringenieur, Wirtschaftsmanager und Politiker (PRI)
- García Alarcón, Leonardo (* 1976), argentinischer Cembalist, Organist und Dirigent
- García Almaraz, Julio César (* 1976), mexikanischer Fußballspieler und -trainer
- García Alonso, Ireneo (1923–2012), spanischer Geistlicher, römisch-katholischer Bischof von Albacete
- García Alonso, Urbano (* 1965), spanischer Journalist
- García Álvarez, Herr von Haifa
- García Amaral, Jaime (* 1950), mexikanischer Botschafter
- García Ambroa, Ricardo (* 1988), spanischer Radrennfahrer
- García Andrade, Malú, mexikanische Bürgerrechtlerin
- García Andújar, Daniel (* 1966), spanischer Künstler
- García Aracil, Santiago (1940–2018), spanischer Geistlicher, römisch-katholischer Erzbischof von Mérida-Badajoz
- García Arias, Adrián (* 1975), mexikanischer Fußballspieler
- García Arias, Javier (* 1992), spanischer Eishockeyspieler
- García Arias, Rudolfo (* 1890), argentinischer Diplomat
- García Armada, Elena (* 1971), spanische Wirtschaftsingenieurin
- García Arnaiz, Javier (* 1954), spanischer General
- García Asensio, Enrique (* 1937), spanischer Dirigent und Musikpädagoge
- García Aspe, Alberto (* 1967), mexikanischer Fußballspieler
- García Ávila, Paula (* 1992), spanische Handballspielerin
- García Ayala, José de Jesús (1910–2014), mexikanischer Geistlicher, römisch-katholischer Bischof

###### Garcia B
- García Badías, Carlos (* 1984), spanischer Fußballspieler
- García Banegas, Cristina (* 1954), uruguayische Organistin, Dirigentin und Musikprofessorin
- García Barreno, Marcos (* 1987), spanischer Fußballspieler
- García Barreto, Óscar Walter (* 1969), uruguayisch-chilenischer römisch-katholischer Geistlicher, Weihbischof in Concepción
- García Barros, Pedro (* 1946), chilenischer Fußballspieler und -trainer
- García Bedolla, Lisa (* 1969), US-amerikanische Politikwissenschaftlerin
- García Belaúnde, José (1948–2025), peruanischer Diplomat und Politiker
- García Beltrán, Ginés Ramón (* 1961), spanischer Geistlicher und römisch-katholischer Bischof von Getafe
- García Benítez, Joaquín (1883–1958), kolumbianischer Geistlicher, Erzbischof von Medellín
- García Bergua, Ana (* 1960), mexikanische Schriftstellerin und Kolumnistin
- García Bernal, Gael (* 1978), mexikanischer SchauspielerGael García Bernal (* 1978)

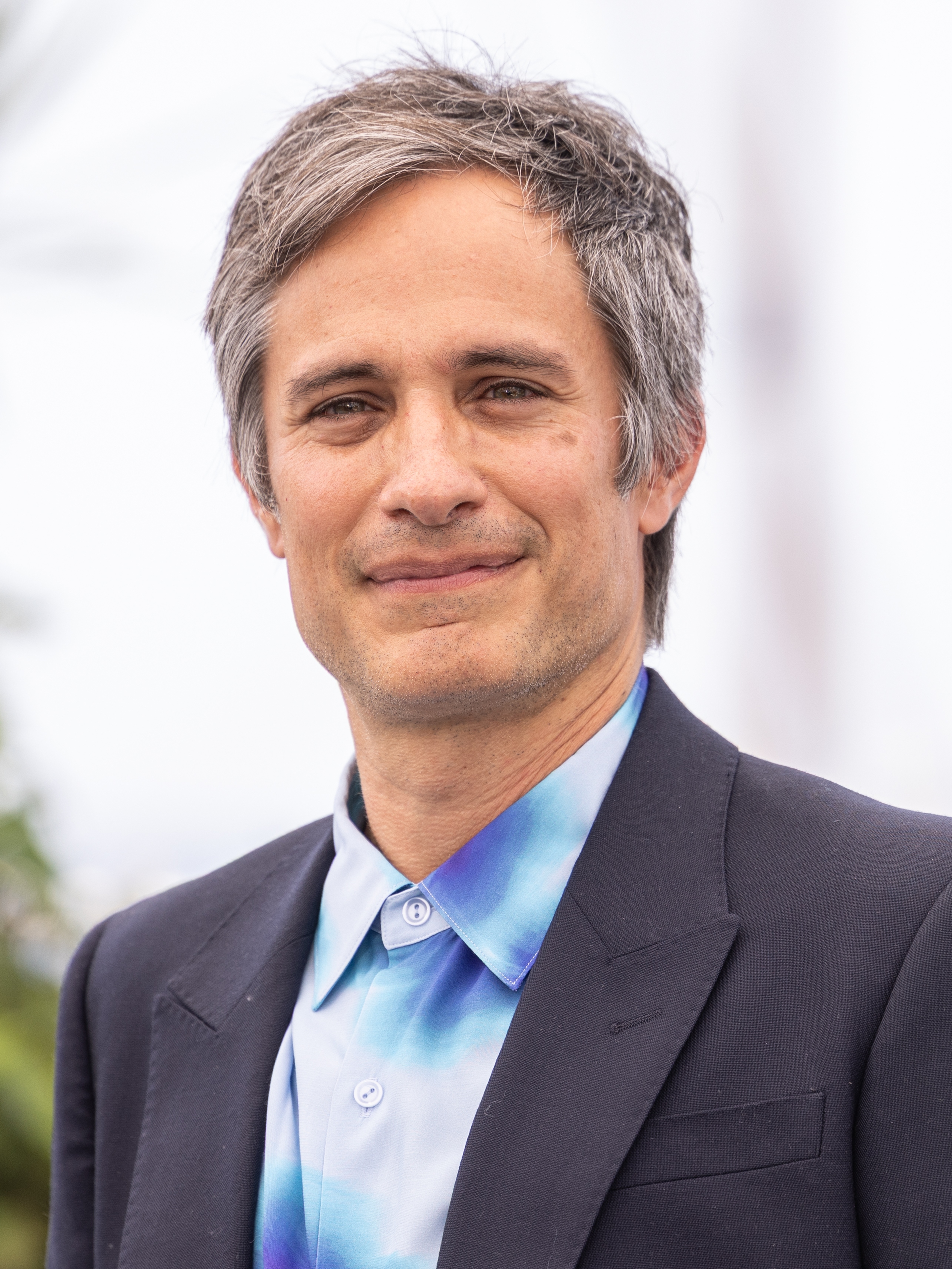
Gael García Bernal (* 1978)

- García Bernal, Vicente (1929–2017), mexikanischer Geistlicher, römisch-katholischer Bischof von Ciudad Obregón
- García Burillo, Jesús (* 1942), spanischer Geistlicher und römisch-katholischer Bischof von Ávila
- García Bustos, Arturo (1926–2017), mexikanischer Künstler

###### Garcia C
- García Cadiñanos, Fernando (* 1968), spanischer Geistlicher, römisch-katholischer Bischof von Mondoñedo-Ferrol
- García Cal, Washington († 1972), uruguayischer Politiker
- García Calvo, Agustín (1905–1936), spanischer Salesianerbruder
- García Calvo, Agustín (1926–2012), spanischer Grammatiker, Übersetzer und Philosoph, Verfasser von poetischer, dramatischer und essayistischer Literatur
- García Calvo, César (* 1974), spanischer Radrennfahrer
- García Calvo, Guillermo (* 1978), spanischer Dirigent
- García Calvo, José Antonio (* 1975), spanischer Fußballspieler
- García Camader, Carlos Enrique (* 1954), peruanischer Geistlicher, römisch-katholischer Bischof von Lurín
- García Capurro, Federico (1907–2000), uruguayischer Röntgenologe und Politiker
- García Carrasco, Francisco Antonio (1742–1813), spanischer Offizier, Gouverneur von Chile
- García Carrillo, Daniel (* 1990), spanischer Fußballspieler
- García Casas, Félix (* 1968), spanischer Radrennfahrer
- García Caturla, Alejandro (1906–1940), kubanischer Komponist
- García Centeno, Julián (* 1933), spanischer Ordensgeistlicher, emeritierter Apostolischer Vikar von Iquitos
- García Chavira, Carlos, mexikanischer Fußballspieler
- García Cobos, José Luis (1924–2015), mexikanischer Fußball- und Baseballspieler
- García Coll, Cynthia, puerto-ricanische Entwicklungspsychologin und Chefredakteurin
- García Conde, Luis (* 1979), spanischer Fußballspieler
- Garcia Cordeiro, José Manuel (* 1967), portugiesischer Geistlicher, römisch-katholischer Erzbischof von Braga
- García Córdova, Daniel (* 1971), mexikanischer Geher
- García Cortina, Iván (* 1995), spanischer Radrennfahrer
- García Cortina, Luis, mexikanischer Fußballspieler
- García Costa, Guillermo (1930–2014), uruguayischer Politiker
- García Covalles, Mario (* 1967), mexikanischer Fußballspieler und -trainer
- García Cuerva, Jorge Ignacio (* 1968), argentinischer Geistlicher, römisch-katholischer Erzbischof von Buenos Aires
- García Cuesta, Javier (* 1947), spanischer Handballspieler und -trainer

###### Garcia D
- García de Alba, Esteban (1887–1959), mexikanischer Botschafter
- García de Cáceres, Diego († 1586), spanischer Konquistador
- García de Castro, Lope (1516–1576), spanischer Jurist, interimistischer Vizekönig von Peru
- García de Dios, Édgar (1977–2010), mexikanischer Fußballspieler
- García de la Cruz, David (* 1981), spanischer Fußballspieler
- García de la Cuesta, Gregorio (1741–1811), spanischer General-Kapitän und Präsident des Obersten Rates von Kastilien
- García de la Huerta Pérez, Manuel (1837–1889), chilenischer Politiker
- García de la Rasilla, Santiago María (1936–2018), spanischer Ordensgeistlicher, Apostolischer Vikar von Jaén en Peru o San Francisco Javier
- García de la Sierra y Méndez, Segundo (1908–1998), spanischer Erzbischof
- García de la Torre, José Manuel (1925–2010), spanischer Romanist und Hispanist, der in den Niederlanden wirkte
- García de la Vega, María Antonia (* 1956), spanische Fotografin
- García de León, Diego (* 1990), mexikanischer Taekwondoin
- García de Mateos, Raúl (* 1982), spanischer Radrennfahrer
- García de Nodal, Bartolomé (1574–1622), spanischer Entdecker
- García de Paredes, Diego (1506–1563), spanischer Konquistador
- García de Ramón, Alonso (1552–1610), spanischer Soldat, zweimal Interimsgouverneur von Chile
- Garcia de Souza, Cláudio (* 1927), brasilianischer Diplomat
- García del Valle Méndez, Jorge (* 1966), spanisch-deutscher Komponist
- García Diego, Daniel (* 1983), spanischer Jazzmusiker (Piano, Komposition)
- Garcia Duarte, Bárbara (* 1990), brasilianische Volleyballspielerin
- García Düttmann, Alexander (* 1961), deutscher PhilosophAlexander García Düttmann (* 1961)

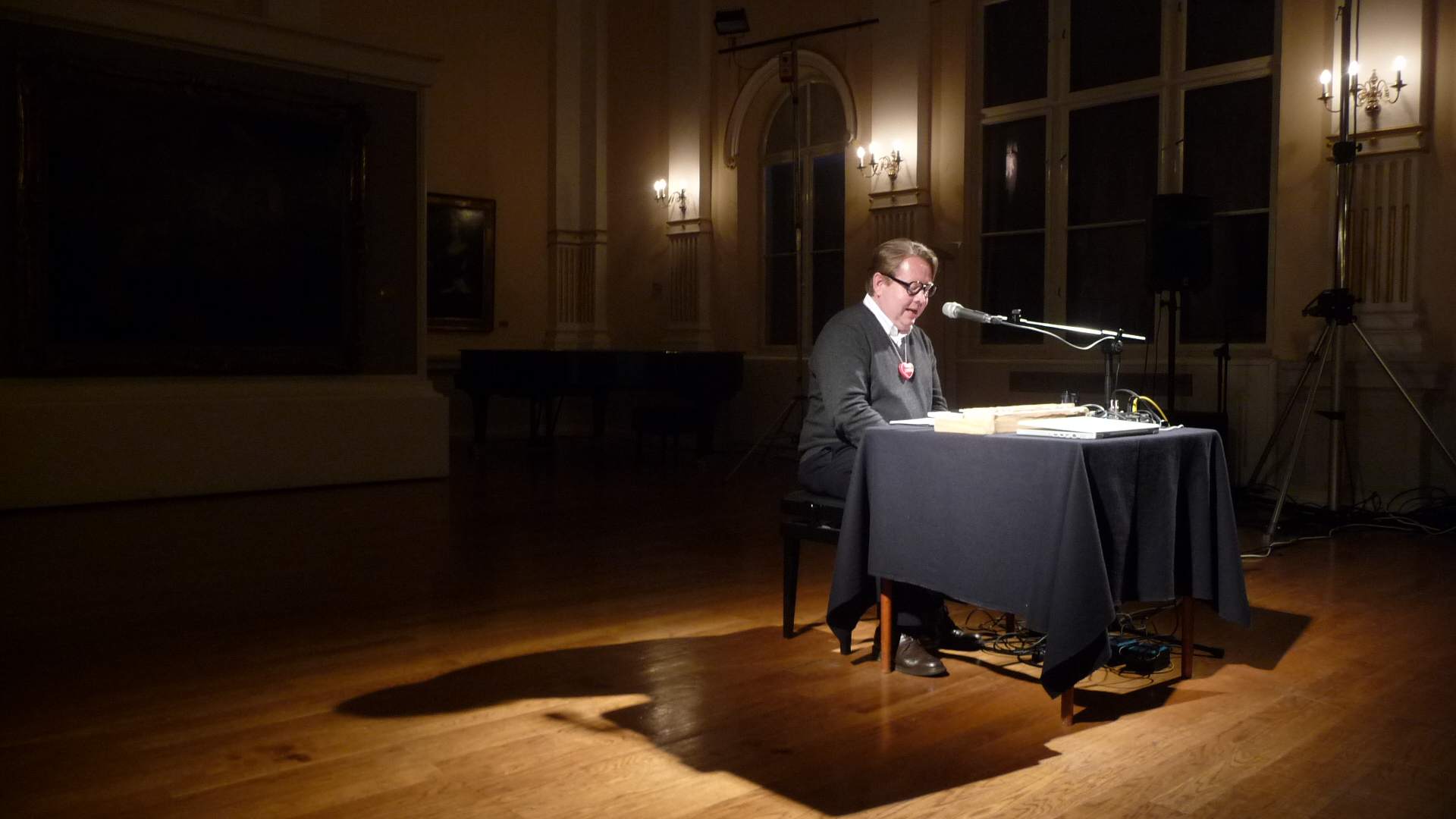
Alexander García Düttmann (* 1961)

###### Garcia E
- García Echevarría, Santiago (* 1935), spanischer Manager und Wirtschaftswissenschaftler
- García Espinosa, Julio (1926–2016), kubanischer Drehbuchautor und Regisseur
- García Esquivel, Juan (1918–2002), mexikanischer Musiker
- García Estrada, Francisco Espartaco (1920–2004), mexikanischer Botschafter

###### Garcia F
- García Fernández († 995), Graf von Kastilien und Avila
- García Fernández, Cipriano (1931–2025), spanischer römisch-katholischer Ordensgeistlicher, Prälat von Cafayate in Argentinien
- García Fernández, Luis (* 1981), spanischer FußballspielerLuis García Fernández (* 1981)

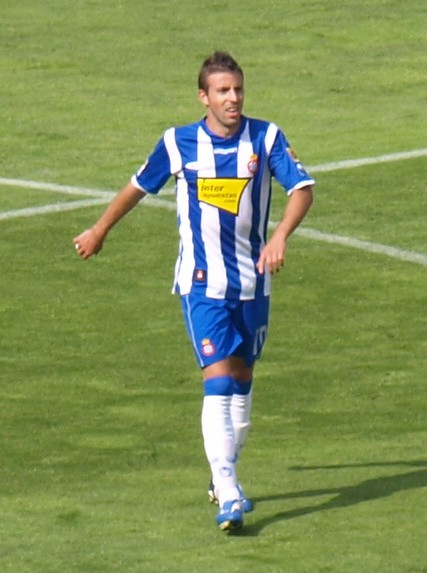
Luis García Fernández (* 1981)

- García Fernández, Marcos (* 1986), spanischer Straßenradrennfahrer
- García Franco, Miguel (1909–1981), mexikanischer Geistlicher, Bischof von Mazatlán
- García Frías, Guillermo (* 1928), kubanischer Revolutionär

###### Garcia G
- García Gainza, María Concepción (* 1937), spanische Schriftstellerin
- García Galíndez, Graf von Aragón
- García García, Edith Xio Mara (* 1977), mexikanische Paläobiologin und Schachspielerin
- Garcia Garcia, Irene (* 1957), deutsche Politikerin (DIE VIOLETTEN)
- García García, Martín (* 1996), spanischer Pianist
- García García, Ricardo (* 1955), peruanischer Priester, Prälat von Yauyos
- García Gargallo, Manuel (* 1973), spanischer Forscher und Schriftsteller, spezialisiert auf Sportgeschichte
- García Gaztelu, Francisco Javier (* 1966), spanischer Terrorist und ein ehemaliger Anführer der ETA
- Garcia Gerlach, Elena (* 1985), deutsche Schauspielerin
- García Gil, Manuel (1802–1881), spanischer Dominikaner, Erzbischof und Kardinal
- García Godoy, Héctor (1921–1970), dominikanischer Politiker, Staatspräsident der Dominikanischen Republik
- García González, Alfonso (1909–1961), mexikanischer Botschafter
- García González, Guillermo (1953–1990), kubanischer Schachspieler
- García González, Rafael (1926–1994), mexikanischer Geistlicher, römisch-katholischer Bischof von León
- García González, Roberto (* 1971), mexikanischer Philosoph und katholischer Priester
- García González, Vicente (1833–1886), kubanischer Politiker, Unabhängigkeitskämpfer und General im Zehnjährigen Krieg
- García Goyena, Florencio (1783–1855), spanischer Politiker und Ministerpräsident Spaniens (Presidente del Gobierno)
- García Granados Zavala, Miguel (1809–1878), guatemaltekischer General und Präsident
- García Granados, Ricardo (1851–1930), mexikanischer Ingenieur, Ökonom, Politiker, Diplomat und Historiker
- García Gross, Sara (* 1986), salvadorianische Psychologin und Frauenrechtsaktivistin
- García Gutiérrez, Antonio (1813–1884), spanischer Dichter, Dramenautor und Librettist

###### Garcia H
- García Hernández, Gabriel (* 1974), mexikanischer Fußballspieler
- García Herrero, Alicia (* 1968), spanische Wirtschaftswissenschaftlerin, Managerin und Autorin
- García Hirales, Ramón (* 1982), mexikanischer Boxer im Halbfliegengewicht
- García Hurtado, Federico (1937–2020), peruanischer Filmregisseur und Schriftsteller

###### Garcia I
- García i Boned, Germà (* 1932), spanischer Schriftsteller und Sprachwissenschaftler
- García I. († 914), erster König des Königreichs León (910–914)
- García I. († 970), König von Navarra
- García Ibáñez, Dionisio (* 1945), kubanischer Geistlicher, Erzbischof von Santiago de Cuba
- Garcia II., Herzog der Gascogne
- García II. († 1000), Graf von Aragon und König von Navarra
- García III. († 1054), König von Navarra
- García Incháustegui, Mario (1924–1977), kubanischer Botschafter
- García Íñiguez († 882), König von Pamplona (852–882)
- García Isaza, Jorge (1928–2016), kolumbianischer Ordensgeistlicher, Apostolischer Vikar von Tierradentro
- García IV. († 1150), König von Navarra

###### Garcia J
- García Jasso, Andrés Luis (* 1973), mexikanischer römisch-katholischer Geistlicher, Weihbischof in Mexiko-Stadt
- García Jiménez, König von Pamplona
- Garcia Júnior, Aldemo Serafim (* 1959), brasilianischer Diplomat
- García Junyent, Roger (* 1976), spanischer Fußballspieler

###### Garcia K
- Garcia Knight, Carlos (* 1997), neuseeländischer Snowboarder
- García Kohly, Mario (1875–1934), kubanischer Politiker und Diplomat

###### Garcia L
- García Lara, Daniel (* 1974), spanischer Fußballspieler
- García León, Gerardo (* 1974), spanischer Fußballspieler
- García León, Kimberly (* 1993), peruanische Geherin
- García Linera, Álvaro (* 1962), bolivianischer Politiker und Soziologe
- García Llorente, Ana Isabel (1991–2017), spanische Rapperin, Dichterin, Feministin und PolitikwissenschaftlerinAna Isabel García Llorente (1991–2017)

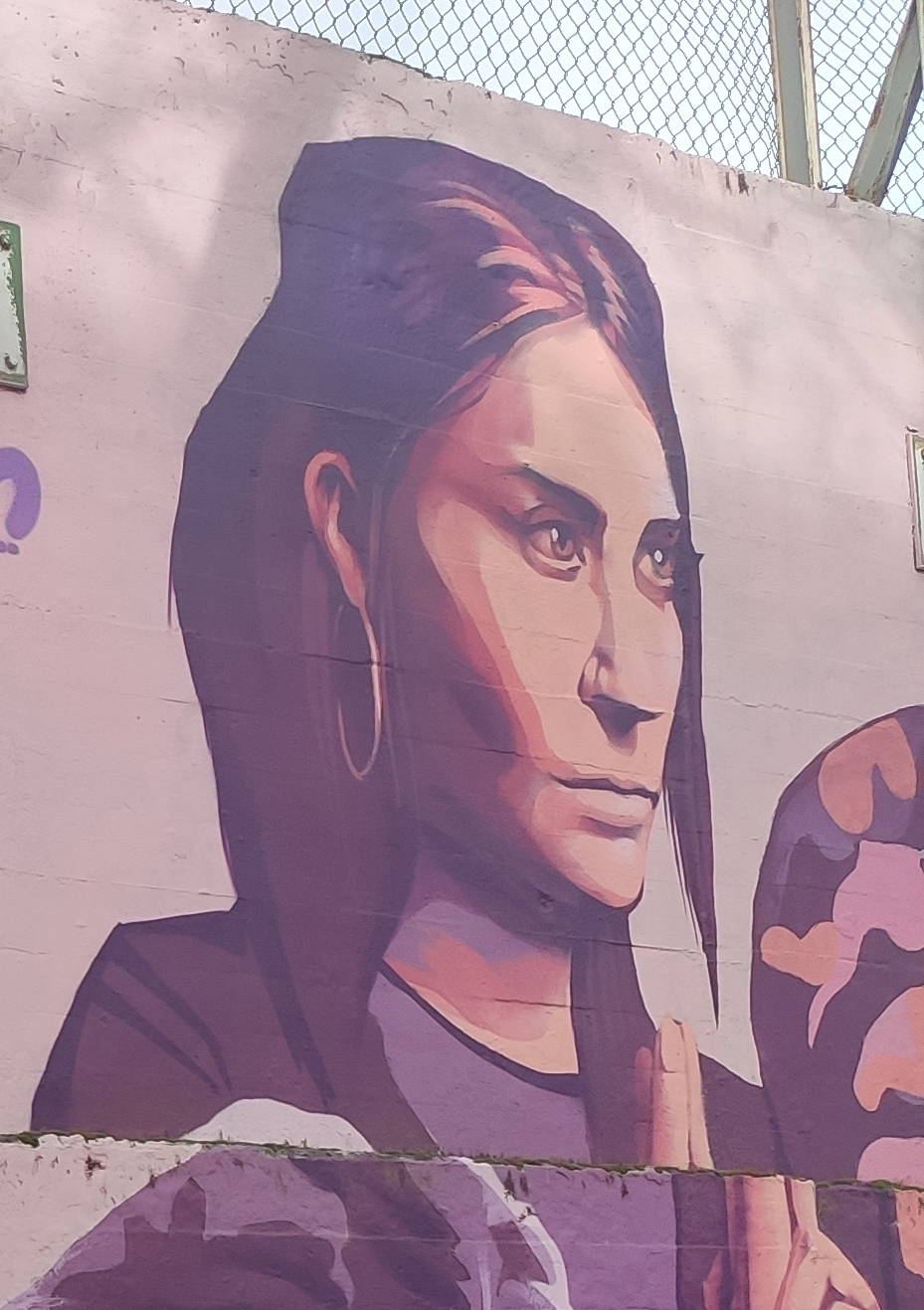
Ana Isabel García Llorente (1991–2017)

- García Llovet, Esther (* 1963), spanische Autorin und Übersetzerin
- García Lomelí, Javier (* 1943), mexikanischer Fußballspieler
- García López, Alfonso (* 1971), kolumbianischer römisch-katholischer Geistlicher, Apostolischer Vikar von Guapi
- García López, Guillermo (* 1983), spanischer Tennisspieler
- García López, Johnny (* 1978), mexikanischer Fußballspieler
- García López, José Luis (* 1948), US-amerikanischer Comiczeichner
- García Lorca, Federico (1898–1936), spanischer Lyriker und Dramatiker
- García Lorenzo, Fernando (1912–1990), spanischer Fußballspieler und -trainer
- García Luna, Genaro (* 1968), mexikanischer Politiker

###### Garcia M
- García Macías, Aurelio (* 1965), spanischer Geistlicher, Kurienbischof der römisch-katholischen Kirche
- García MacNulty, Anselmo (* 2003), irisch-spanischer Fußballspieler
- García Magán, Francisco César (* 1962), spanischer römisch-katholischer Geistlicher, Weihbischof in Toledo
- García Maldonado, José María (* 1979), mexikanisch-US-amerikanischer römisch-katholischer Geistlicher, Weihbischof in Chicago
- García Marín, Jorge (* 1980), spanischer Radrennfahrer
- García Maroto, Eduardo (1903–1989), spanischer Filmregisseur, Drehbuchautor, Filmeditor und Schauspieler
- García Márquez, Gabriel (1927–2014), kolumbianischer Schriftsteller, Journalist und LiteraturnobelpreisträgerGabriel García Márquez (1927–2014)

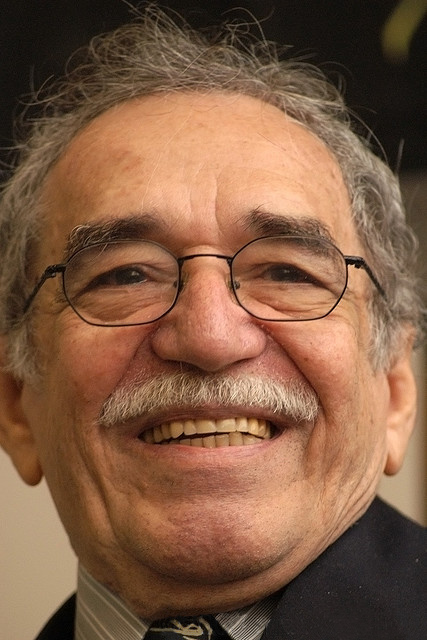
Gabriel García Márquez (1927–2014)

- García Marruz, Fina (1923–2022), kubanische Dichterin und Literaturwissenschaftlerin
- García Martínez, Alberto (* 1965), mexikanischer Fußballspieler
- García Martínez, Elías (1858–1934), spanischer Maler
- García Martínez, Silvino (* 1944), kubanischer Schachspieler
- García Menocal, Mario (1866–1941), Präsident von Kuba (1913–1921)
- García Moia, Manuel (1936–2023), nicaraguanischer Maler
- García Montero, Luis (* 1958), spanischer Dichter, Literaturkritiker, Essayist und Dozent spanischer Literaturen
- García Montoya, Óscar Osvaldo, mexikanischer Krimineller
- García Morales, Adelaida (1945–2014), spanische Schriftstellerin
- García Moreno, Gabriel (1821–1875), ecuadorianischer Rechtsanwalt und Politiker, zweimaliger StaatspräsidentGabriel García Moreno (1821–1875)

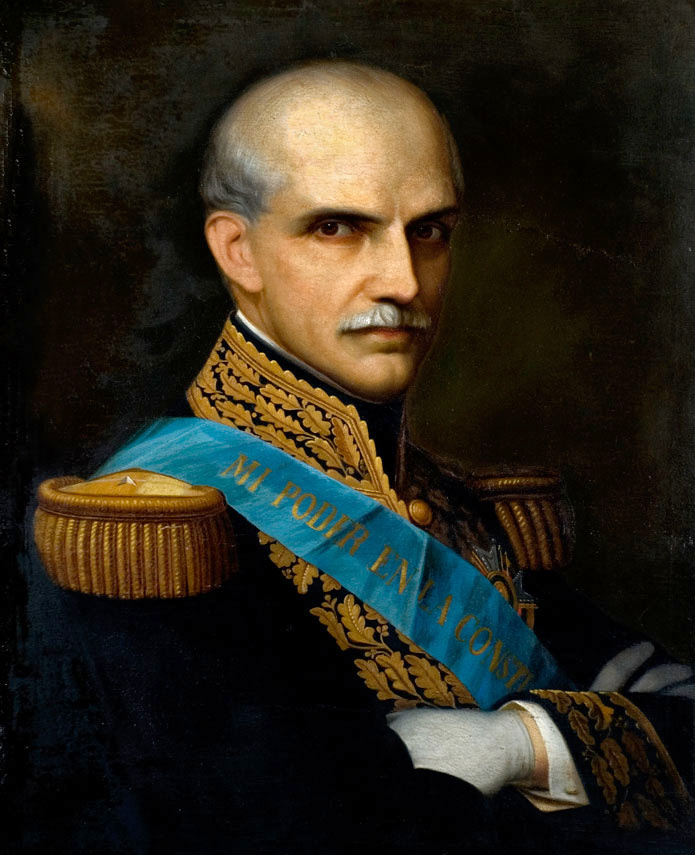
Gabriel García Moreno (1821–1875)

- García Morillo, Roberto (1911–2003), argentinischer Komponist
- García Muñoz, Arturo (* 1981), spanischer Fußballspieler
- García Muñoz, Isabel (* 1977), spanische Politikerin (PSOE), MdEP

###### Garcia N
- García Naranjo, Gustavo (* 1944), venezolanischer Geistlicher, römisch-katholischer Bischof von Guarenas
- García Navarro, Luis Antonio (1941–2001), spanischer Dirigent

###### Garcia O
- García Oliver, Juan (1901–1980), spanischer Anarchist und Syndikalist
- García Oliveras, Julio (1931–2017), kubanischer Diplomat
- García Óñez de Loyola, Martín († 1598), spanischer Soldat, Gouverneur von Chile
- García Onofre, Rosario (* 1976), bolivianische Politikerin, Mitglied des Abgeordnetenhauses
- García Ordóñez († 1108), spanischer Adliger, Graf von Nájera
- García Ordóñez, Joaquín (1919–1995), kolumbianischer Geistlicher, römisch-katholischer Bischof von Santa Rosa de Osos
- García Orozco, Roberto (* 1974), mexikanischer Fußballschiedsrichter
- García Ortega, Gael (* 2008), mexikanischer Fußballspieler
- García Osorio, Héctor David (* 1966), honduranischer Geistlicher, römisch-katholischer Bischof von Santa Rosa de Copán

###### Garcia P
- García Padilla, Alejandro (* 1971), puerto-ricanischer Politiker
- García Palermo, Carlos (* 1953), argentinisch-italienischer Schachspieler
- Garcia Palma, Pedro, uruguayischer Politiker
- García Paniagua, Marcelino (1929–2007), mexikanischer Unternehmer, Politiker und Fußballfunktionär
- García Parrondo, Roberto (* 1980), spanischer Handballspieler und -trainer
- García Peláez, Julio Hernando (* 1958), kolumbianischer Geistlicher, römisch-katholischer Bischof von Garagoa
- García Peralta, Ricardo (1926–2008), mexikanischer Radrennfahrer
- García Perdomo, Ricardo (1920–1996), kubanischer Gitarrist und Komponist
- García Pérez, Arturo Javier (* 1967), spanischer römisch-katholischer Geistlicher, Weihbischof in Valencia
- García Pérez, Georgina (* 1992), spanische Tennisspielerin
- García Pérez, Iratxe (* 1974), spanische Politikerin (PSOE), MdEPIratxe García Pérez (* 1974)

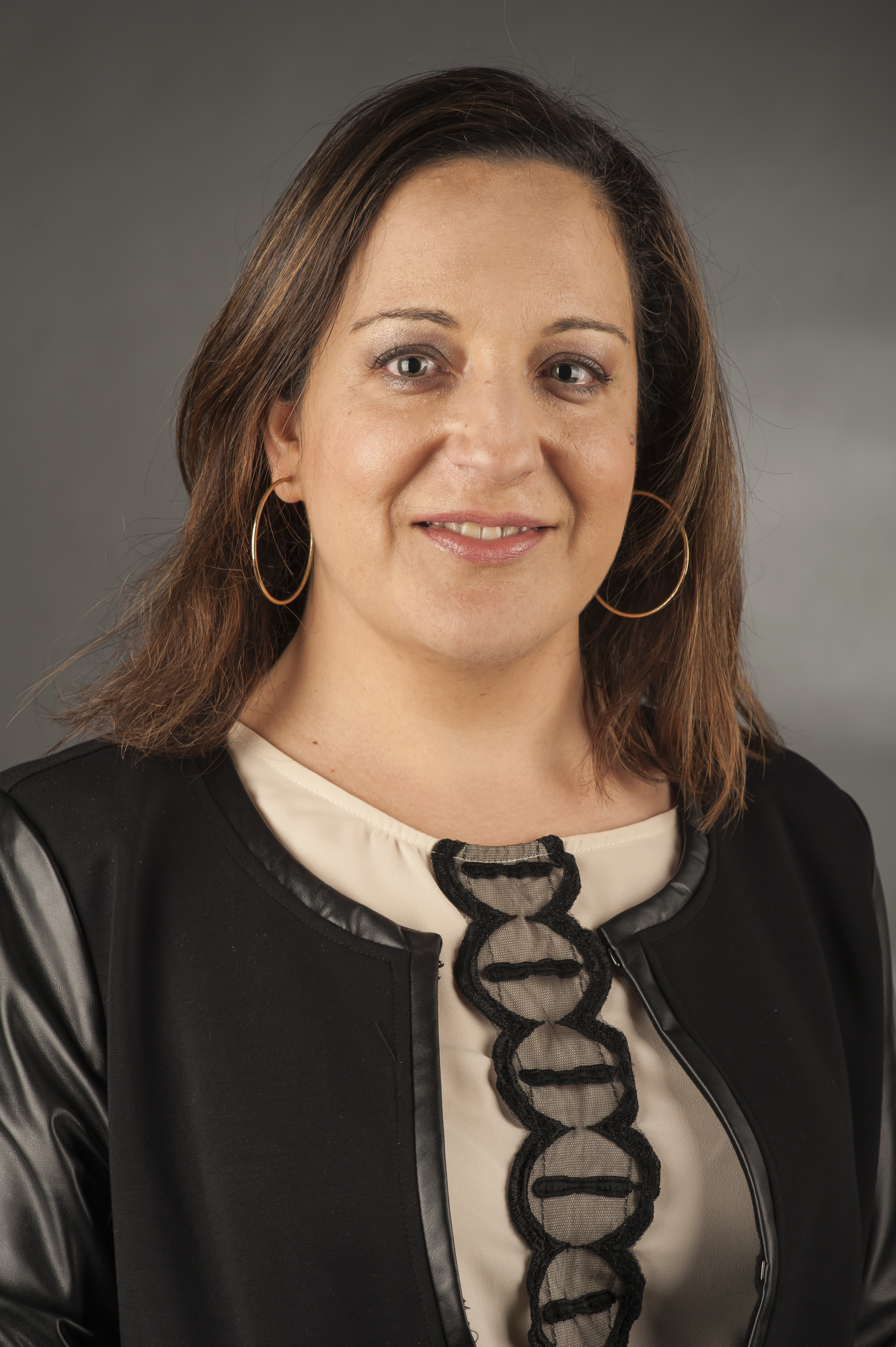
Iratxe García Pérez (* 1974)

- García Pérez, Marcelino (1937–2020), spanischer Fußballspieler
- García Pérez, Oscar (* 1966), kubanischer Florettfechter
- García Pérez-Roldán, Miguel Ángel (* 1981), spanischer Fußballspieler
- García Pierna, Raúl (* 2001), spanischer Radsportler
- Garcia Pintos, Salvador, uruguayischer Politiker
- Garcia Pintos, Salvador (1891–1956), uruguayischer Politiker
- García Polo, Marina (* 2004), spanische Synchronschwimmerin
- García Prieto, Manuel (1859–1938), Ministerpräsident von Spanien

###### Garcia Q
- García Quejido, Antonio (1856–1927), spanischer Politiker und Gewerkschafter
- García Quesada, Adolfo (* 1979), spanischer Radrennfahrer
- García Quesada, Carlos (* 1978), spanischer Radrennfahrer
- García Quiñones, Hermila (1972–2010), mexikanische Polizeichefin

###### Garcia R
- García Ramírez von Viguera, König von Viguera
- García Ramón, José Luis (* 1949), spanischer Gräzist und Sprachwissenschaftler
- García Remón, Mariano (* 1950), spanischer Fußballtorhüter, Fußballtrainer
- García Rena, Rodrigo (* 1980), spanischer Radrennfahrer
- García Reneses, Aíto (* 1946), spanischer Basketballtrainer
- García Ríos, Alejandro (* 1987), kolumbianischer Politiker, Abgeordneter und Hochschullehrer
- García Roa, Gilberto (* 2000), mexikanischer Fußballspieler
- García Robles, Alfonso (1911–1991), mexikanischer Politiker; Friedensnobelpreisträger
- García Rodero, Cristina (* 1949), spanische Fotografin
- García Rodríguez, Agustín (* 1973), mexikanischer Fußballspieler
- García Rodríguez, Argimiro Álvaro (1905–1991), spanischer römisch-katholischer Ordensgeistlicher, Apostolischer Vikar von Tucupita
- García Rodríguez, Daniel (* 1987), spanischer Fußballspieler
- García Rodríguez, Juan (* 1948), kubanischer Geistlicher und römisch-katholischer Erzbischof von San Cristóbal de la Habana
- García Rodríguez, Luís Eduardo (1907–1970), kolumbianischer römisch-katholischer Ordensgeistlicher, Apostolischer Präfekt von Arauca
- Garcia Rossi, Horacio (1929–2012), argentinischer Maler und kinetischer Künstler
- Garcia Ruiz, Julia (* 2003), mexikanische Tennisspielerin
- García Rulfo, Jorge (* 1953), mexikanischer Fußballtorhüter

###### Garcia S
- García Sáenz, Eva (* 1972), spanische SchriftstellerinEva García Sáenz (* 1972)

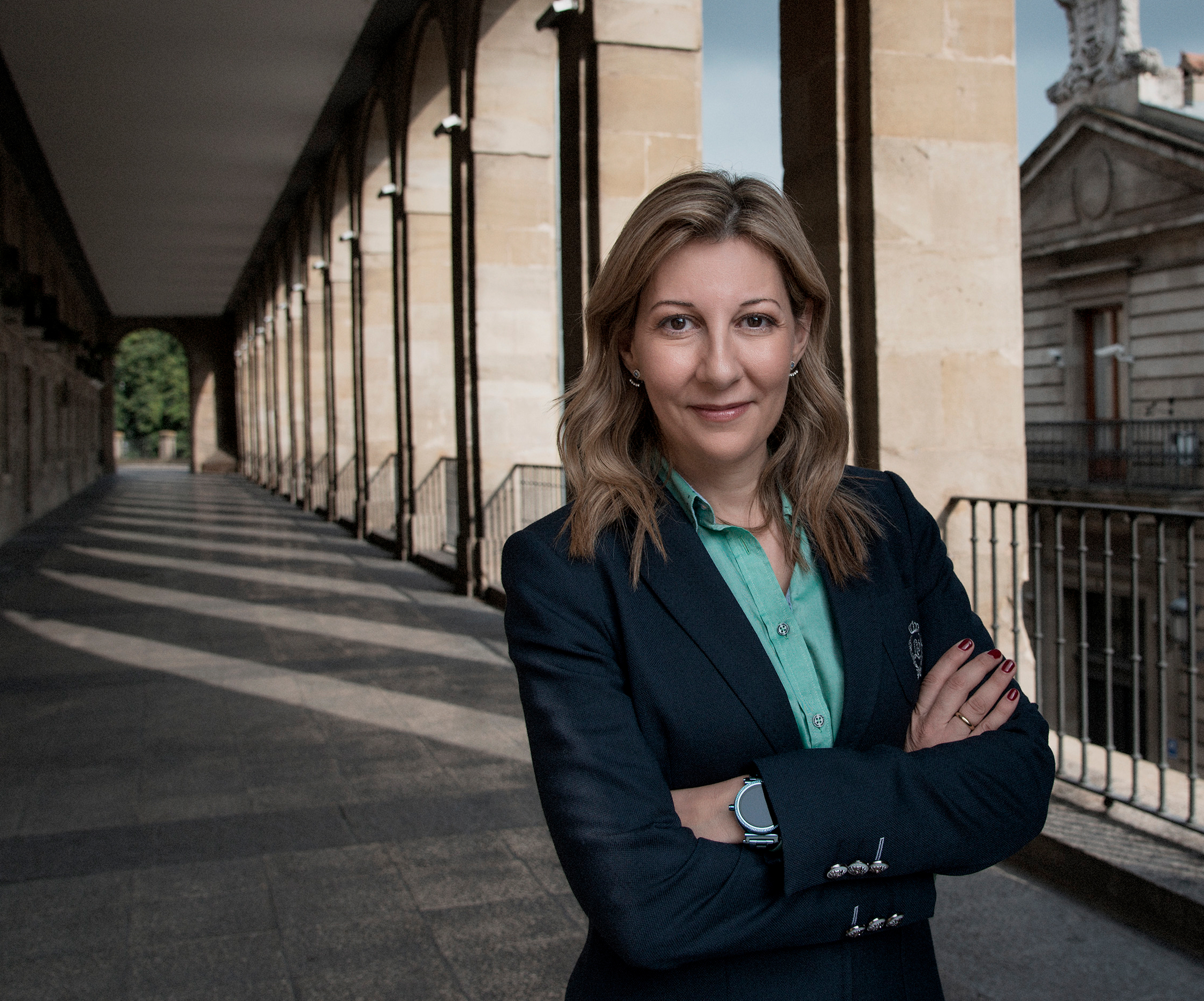
Eva García Sáenz (* 1972)

- García Sánchez (1009–1029), Graf von Kastilien (1017–1029)
- García Sánchez, Fernando (* 1953), spanischer Marineoffizier im Range eines Admirals
- García Sánchez, José Luis (* 1941), spanischer Regisseur
- García Sancho Ibarrondo, Ventura (1837–1914), spanischer Politiker
- García Sanz, Francisco Javier (* 1957), spanischer Automobil- und Sportmanager
- García Segura, Gregorio (1929–2003), spanischer Filmkomponist
- García Sevilla, Ferran (* 1949), spanischer Maler
- García Such, Juan (1937–2009), spanischer Radrennfahrer

###### Garcia T
- García Tejerina, Isabel (* 1968), spanische Politikerin der Partido Popular und Managerin
- García Téllez, Ignacio (1897–1985), mexikanischer Politiker und Rektor der UNAM
- García Torre, Jorge (* 1984), spanischer Fußballspieler
- García Torres, Mario (* 1975), mexikanischer Künstler
- García Treviño, Juan Daniel (* 2000), mexikanischer Schauspieler, Musiker und Tänzer
- García Triana, Mauro (* 1931), kubanischer Diplomat

###### Garcia U
- García Urizar, Óscar (1921–2006), guatemaltekischer römisch-katholischer Geistlicher, Bischof von Quetzaltenango, Los Altos

###### Garcia V
- García Vargas, Gabriela (* 1992), kubanisch-österreichische SchauspielerinGabriela García Vargas (* 1992)

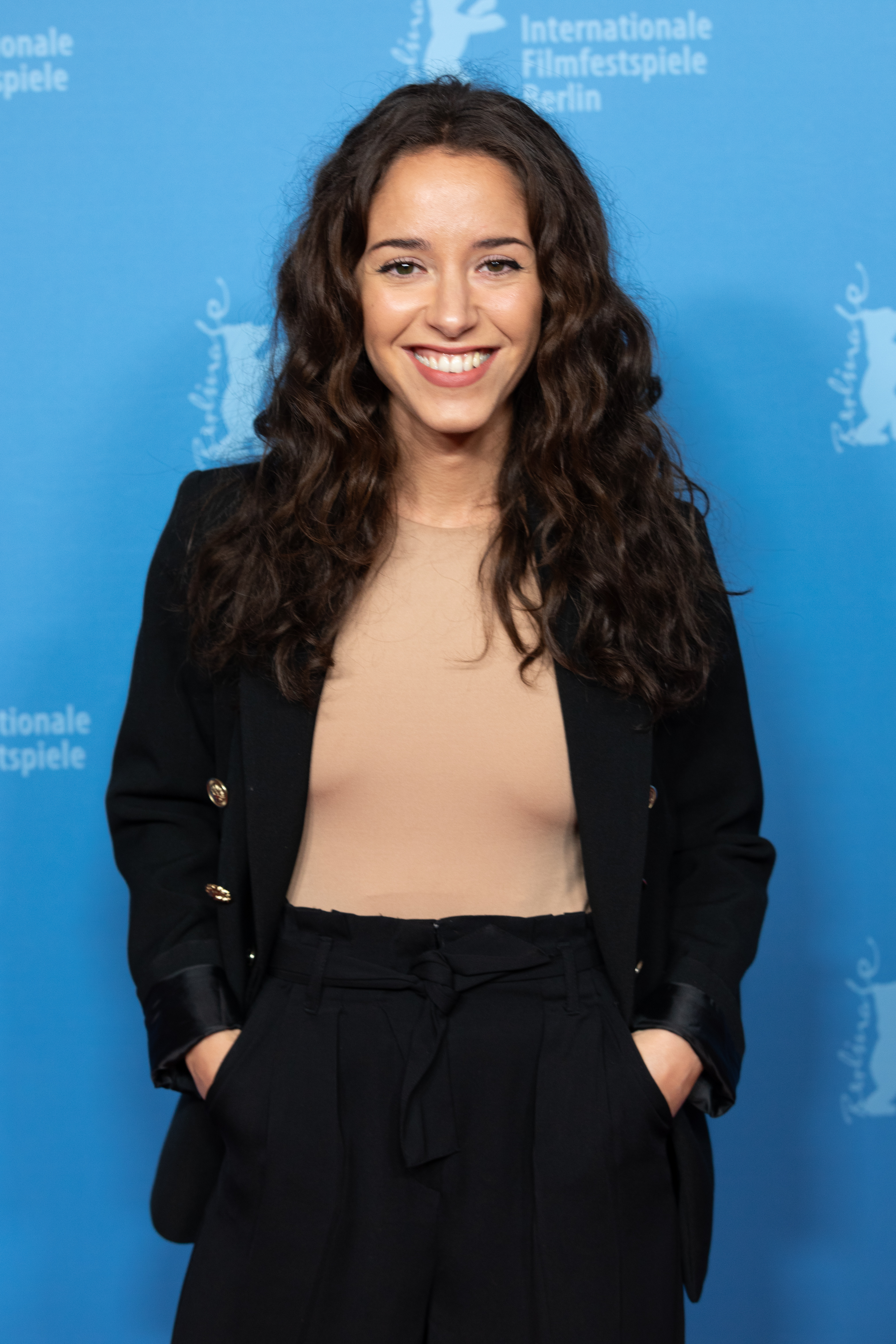
Gabriela García Vargas (* 1992)

- García Vélez, Carlos (1867–1963), kubanischer Botschafter
- García Vico, Julio (* 1992), spanischer Dirigent und Pianist
- García Vidagany, Beatriz (* 1988), spanische Tennisspielerin
- García Vigil, Federico (1941–2020), uruguayischer Dirigent
- García Vila, Carlos Manuel (1893–1919), dominikanischer Geiger und Musikpädagoge
- García Vila, Josesito (1888–1919), dominikanischer Pianist und Komponist
- García Villas, José (1910–1965), spanischer römisch-katholischer Ordensgeistlicher, Bischof von San Pedro Sula

###### Garcia Y
- García y Aráuz, Miguel Ángel (1911–2003), guatemaltekischer Geistlicher, katholischer Bischof
- García y Bellido, Antonio (1902–1972), spanischer Klassischer Archäologe
- García y García, Antonio (1880–1953), spanischer Geistlicher und Erzbischof von Valladolid
- García y García, Aurelio (1834–1888), Konteradmiral der peruanischen Marine
- García y Goldaraz, José (1893–1973), spanischer Geistlicher, Bischof von Orihuela-Alicante, Erzbischof von Valladolid
- García y Más, José (* 1945), spanischer Maler
- García y Suárez, Marco Antonio (1899–1972), nicaraguanischer römisch-katholischer Geistlicher, Bischof von Granada
- García y Vásquez, Domingo († 1912), brasilianischer Maler spanischer Abstammung

###### Garcia Z
- García Zárate, Raúl (1931–2017), peruanischer Gitarrist, Sänger, Komponist und Sammler traditioneller Lieder
- García Zavala, María Guadalupe (1878–1963), Ordensschwester und Ordensgründerin der römisch-katholischen Kirche

##### Garcia, A – Garcia, Y

###### Garcia, A
- García, Abálcazar, uruguayischer Politiker, Bildungs- und Arbeitsminister
- Garcia, Adam (* 1973), australischer Schauspieler, Sänger und Tänzer
- García, Adrián (* 1978), chilenischer Tennisspieler
- García, Agus (* 1985), spanischer Fußballspieler
- García, Agustina (* 1981), argentinische Hockeyspielerin
- Garcia, Aimee (* 1978), US-amerikanische SchauspielerinAimee Garcia (* 1978)

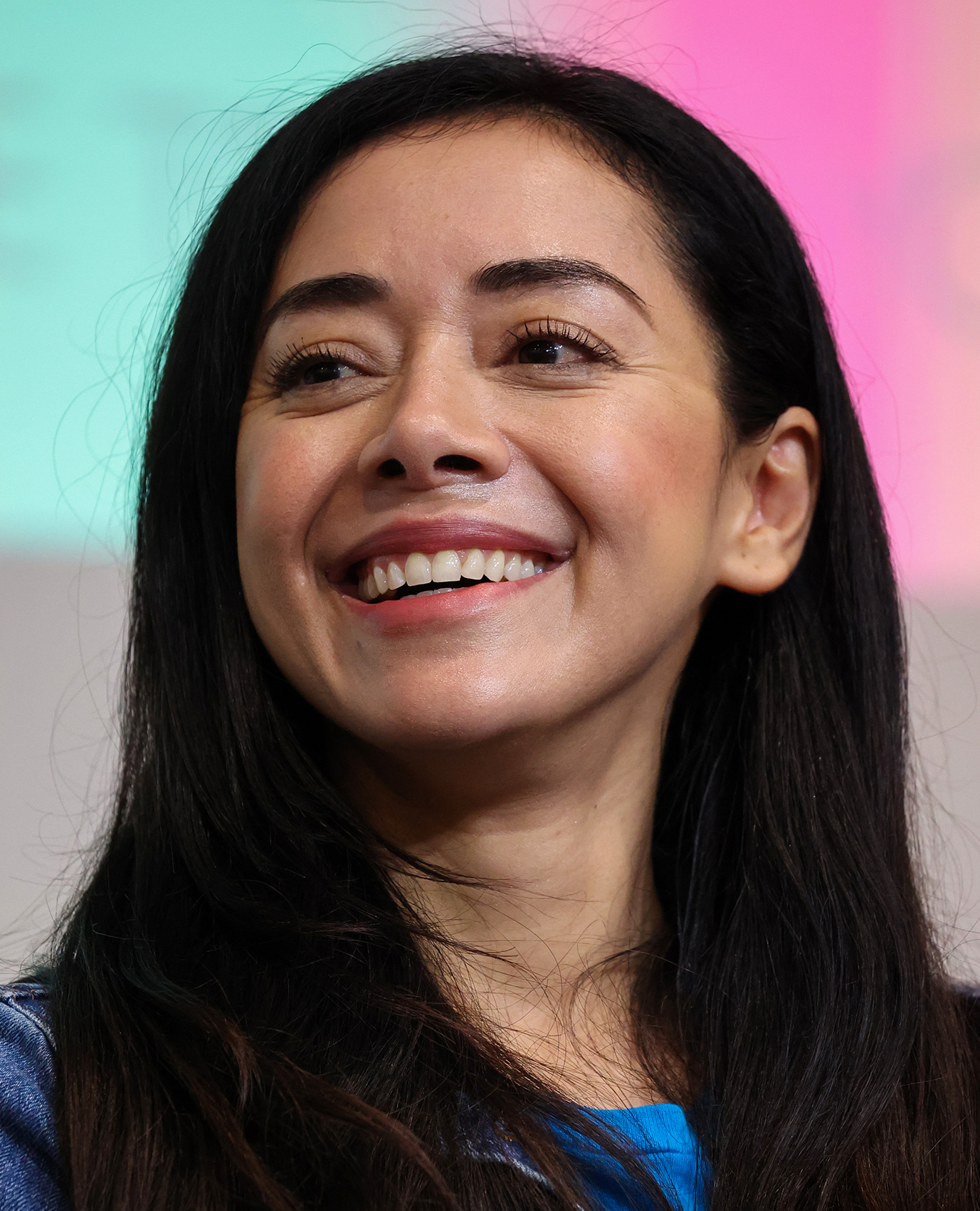
Aimee Garcia (* 1978)

- Garcia, Al Ernest (1887–1938), US-amerikanischer Schauspieler
- García, Alan (1949–2019), peruanischer Präsident (1985–1990)
- García, Alberto (* 1971), spanischer Langstreckenläufer
- García, Alberto Jorge (* 1993), mexikanischer Fußballspieler
- García, Aleix (* 1997), spanischer Fußballspieler
- García, Aleix (* 2000), spanischer Ruderer
- Garcia, Aleixo († 1525), portugiesischer Seefahrer
- García, Alejandra (* 1973), argentinische Stabhochspringerin
- García, Alejandro (* 1961), mexikanischer Fußballspieler
- García, Alejandro (* 1979), mexikanischer Boxer im Halbmittelgewicht und WBA-Weltmeister
- Garcia, Alex (* 1961), US-amerikanischer Boxer
- García, Alex (* 2003), mexikanischer Rennfahrer
- García, Alexis (* 1960), kolumbianischer Fußballspieler
- García, Alfonso (* 1969), spanischer Fußballspieler und -trainer
- García, Alfonso (* 1998), spanischer Eishockeyspieler
- García, Alfred (* 1997), spanischer Sänger
- García, Álvaro (* 1984), uruguayischer Fußballspieler
- García, Álvaro (* 1992), spanischer Fußballspieler
- García, Américo, uruguayischer Politiker
- García, Andrés (1941–2023), dominikanischer Schauspieler
- García, Andy (* 1956), US-amerikanischer Schauspieler, Filmproduzent und RegisseurAndy García (* 1956)

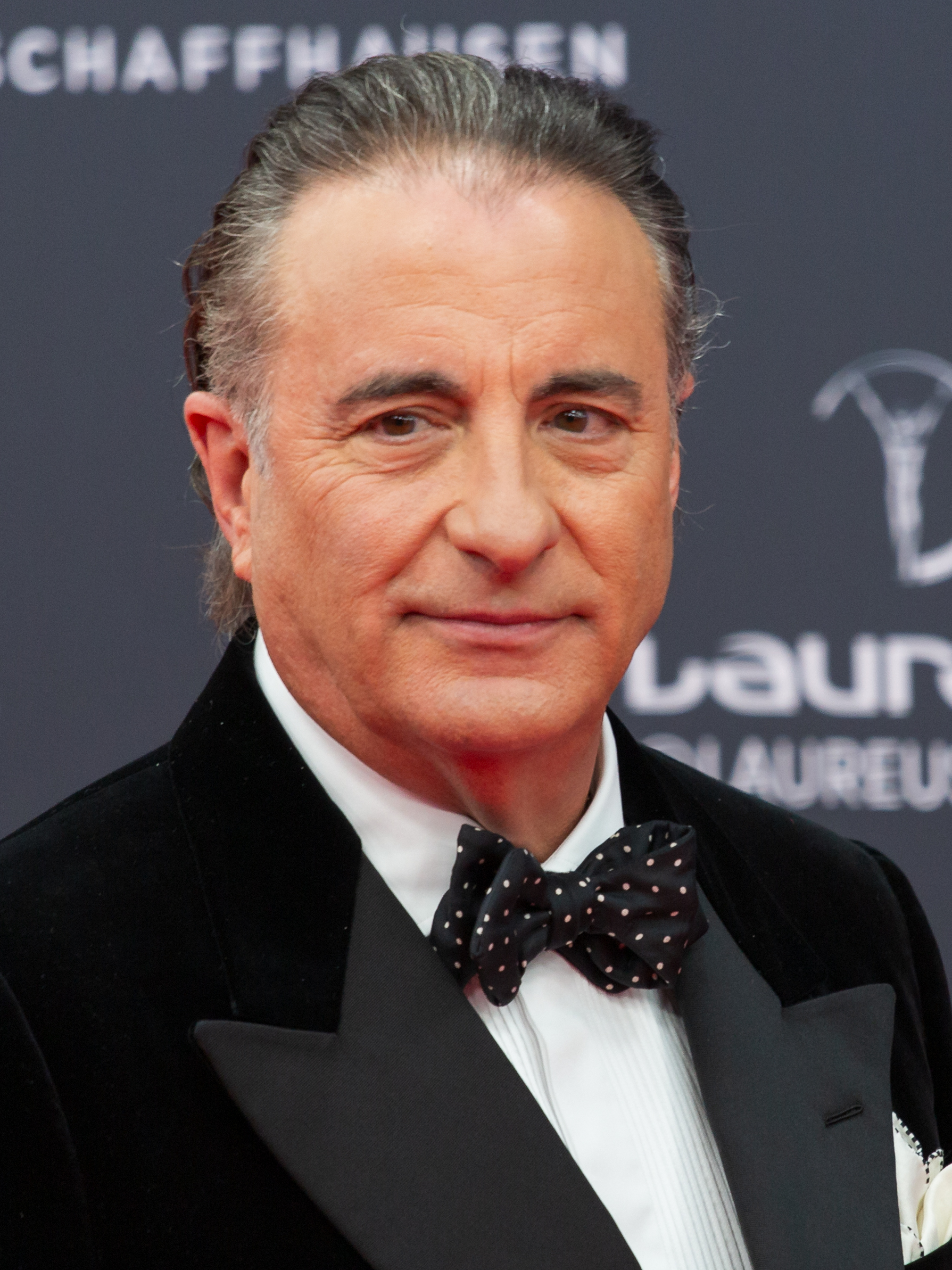
Andy García (* 1956)

- García, Ángel (1919–1996), kubanischer Sprinter
- García, Ángel Martín (* 1978), andorranischer Fußballspieler
- García, Anier (* 1976), kubanischer Hürdenläufer
- Garcia, Anthony, jamaikanischer Badmintonspieler
- García, Antonio (* 1980), spanischer Automobilrennfahrer
- García, Antonio (* 1984), spanischer Handballspieler
- Garcia, António Joaquim, portugiesischer Gouverneur
- García, Artur (* 1985), venezolanischer Radrennfahrer

###### Garcia, B
- García, Beatriz (* 1970), spanische Fußballspielerin
- Garcia, Benjamin (* 1980), deutsch-mexikanischer Jazz- und Popmusiker (Bass, Gesang, Komposition)
- García, Bernardino (* 1952), mexikanischer Fußballspieler
- García, Boniek (* 1984), honduranischer Fußballspieler
- García, Borja (* 1982), spanischer Rennfahrer
- García, Brian (* 1997), mexikanischer Fußballspieler

###### Garcia, C
- García, Calixto (1839–1898), kubanischer General in den Unabhängigkeitskriegen
- Garcia, Camille Rose (* 1970), US-amerikanische Künstlerin
- García, Camilo, uruguayischer Politiker
- García, Carla (* 2001), spanische Hürdenläuferin
- García, Carlos (1902–1988), chilenischer Fußballspieler
- García, Carlos (1914–2006), argentinischer Tangopianist, Komponist und Orchesterleiter
- García, Carlos (* 1963), kubanischer Boxer
- García, Carlos (* 1964), uruguayischer Radrennfahrer
- Garcia, Carlos P. (1896–1971), philippinischer Politiker und Präsident
- Garcia, Caroline (* 1993), französische TennisspielerinCaroline Garcia (* 1993)

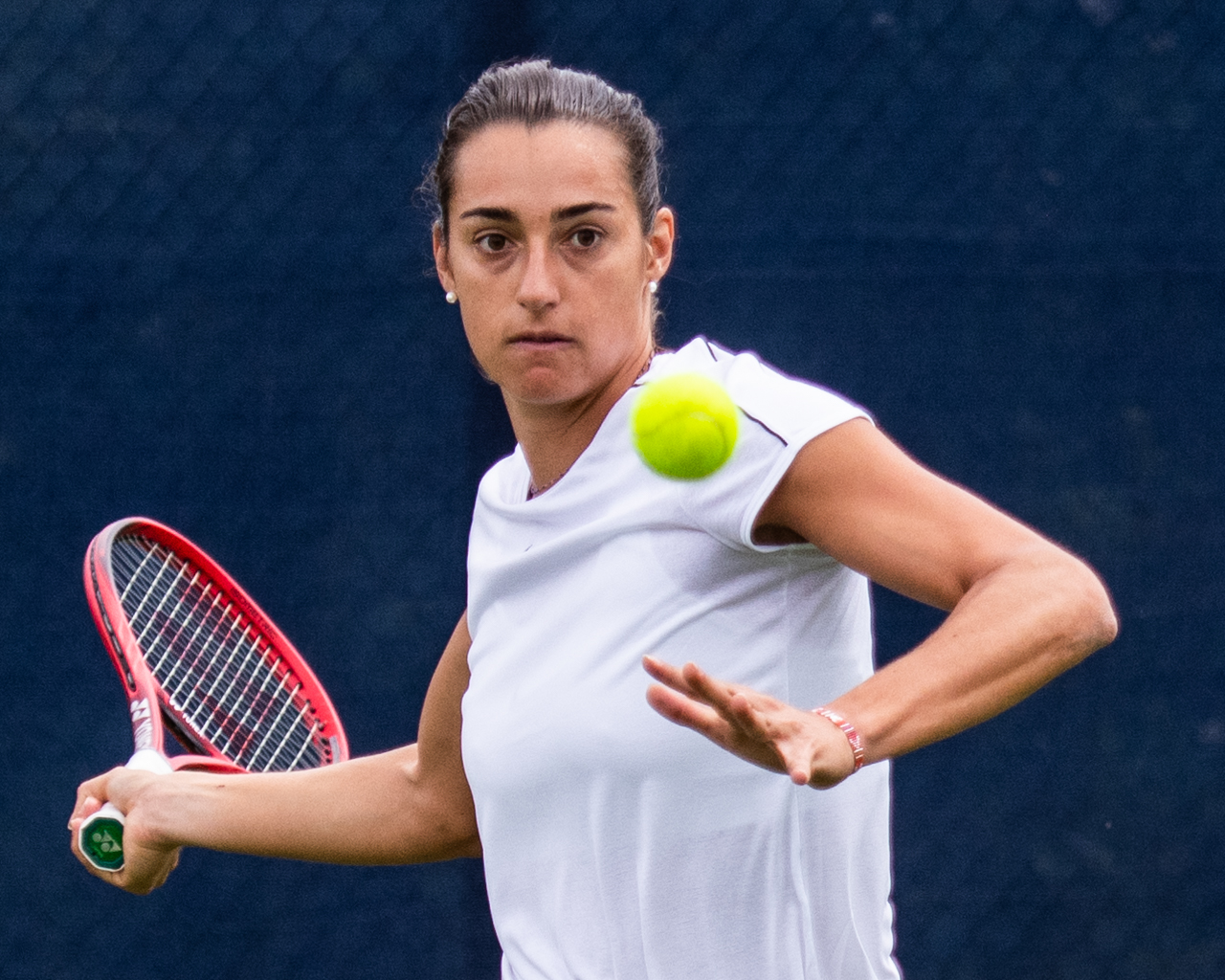
Caroline Garcia (* 1993)

- Garcia, Carolyn (* 1946), US-amerikanische Prankster und Schriftstellerin
- García, Cecilia (* 1951), dominikanische Sängerin, Schauspielerin und Fernsehproduzentin
- Garcia, Ceferino (1906–1981), philippinischer Boxer
- García, Charly (* 1951), argentinischer Musiker
- García, Cheo (1926–1994), venezolanischer Sänger
- Garcia, Chianca de (1898–1983), portugiesischer Filmregisseur
- García, Christian (* 1986), spanischer Beachvolleyballspieler
- García, Chuy (* 1956), mexikanisch-US-amerikanischer Politiker der Demokratischen Partei
- Garcia, Cristina (* 1977), kalifornische Politikerin
- García, Cristóbal Ferrado († 1673), spanischer Mönch und Maler

###### Garcia, D
- García, Danay (* 1984), kubanische Schauspielerin
- Garcia, Daniel Elias (* 1960), US-amerikanischer Geistlicher, römisch-katholischer Bischof von Austin
- García, Daniela (* 2001), spanische Leichtathletin
- García, Danna (* 1978), kolumbianische Schauspielerin, Musikerin und Sängerin
- García, Danny (* 1988), US-amerikanischer Boxer
- Garcia, Danny (* 1993), US-amerikanischer Fußballspieler
- Garcia, Dany (* 1968), US-amerikanische FilmproduzentinDany Garcia (* 1968)

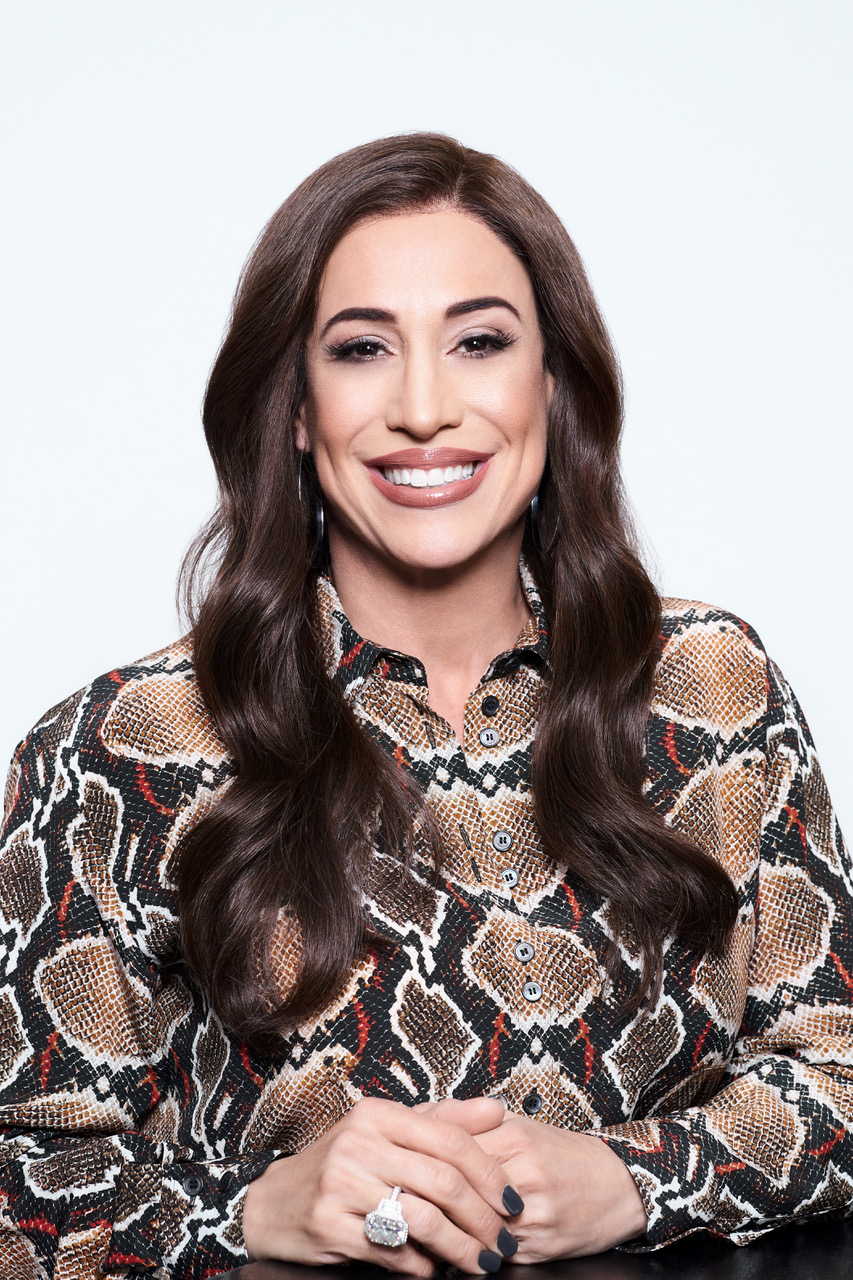
Dany Garcia (* 1968)

- García, David (* 1977), spanischer Radrennfahrer
- García, David (* 1994), spanischer Fußballspieler
- García, David (* 2005), spanischer Sprinter
- Garcia, Destra (* 1978), trinidadische Soca-Musikerin
- García, Diana (* 1982), mexikanische Schauspielerin
- García, Diana (* 1992), mexikananische Squashspielerin
- García, Diana María (* 1982), kolumbianische Radrennfahrerin
- Garcia, Dick (* 1931), US-amerikanischer Jazzgitarrist des Modern Jazz
- Garcia, Didier (* 1964), französischer Radrennfahrer
- García, Diego (* 1895), spanischer Fechter
- García, Diego (1961–2001), spanischer Marathonläufer
- García, Diego (* 1996), spanischer Geher
- García, Diego (* 1996), chilenischer Fußballspieler
- García, Diego (* 1996), uruguayischer Fußballspieler
- García, Domingo (1904–1986), peruanischer Fußballspieler
- García, Dora (* 1965), spanische Video- und Installationskünstlerin
- García, Dulce (1965–2019), kubanische Speerwerferin

###### Garcia, E
- García, Edel (* 1961), kubanischer Radrennfahrer
- Garcia, Edmond (1887–1957), französischer Autorennfahrer
- García, Eduardo, uruguayischer Fußballspieler
- García, Eduardo (1945–2016), uruguayischer Fußballspieler und Fußballtrainer
- Garcia, Eduardo (* 1950), deutscher Ökonom und Unternehmensgründer
- García, Eduardo Horacio (* 1956), argentinischer Geistlicher, Bischof von San Justo
- García, Egoitz (* 1986), spanischer Straßenradrennfahrer
- García, Emili (* 1989), andorranischer Fußballspieler
- García, Emiliano, uruguayischer Fußballspieler
- Garcia, Emilio (* 1981), spanischer Künstler und Unternehmer
- García, Enrik, spanischer Gitarrist und Songwriter
- Garcia, Eric (* 1972), US-amerikanischer Schriftsteller
- García, Eric (* 2001), spanischer FußballspielerEric García (* 2001)

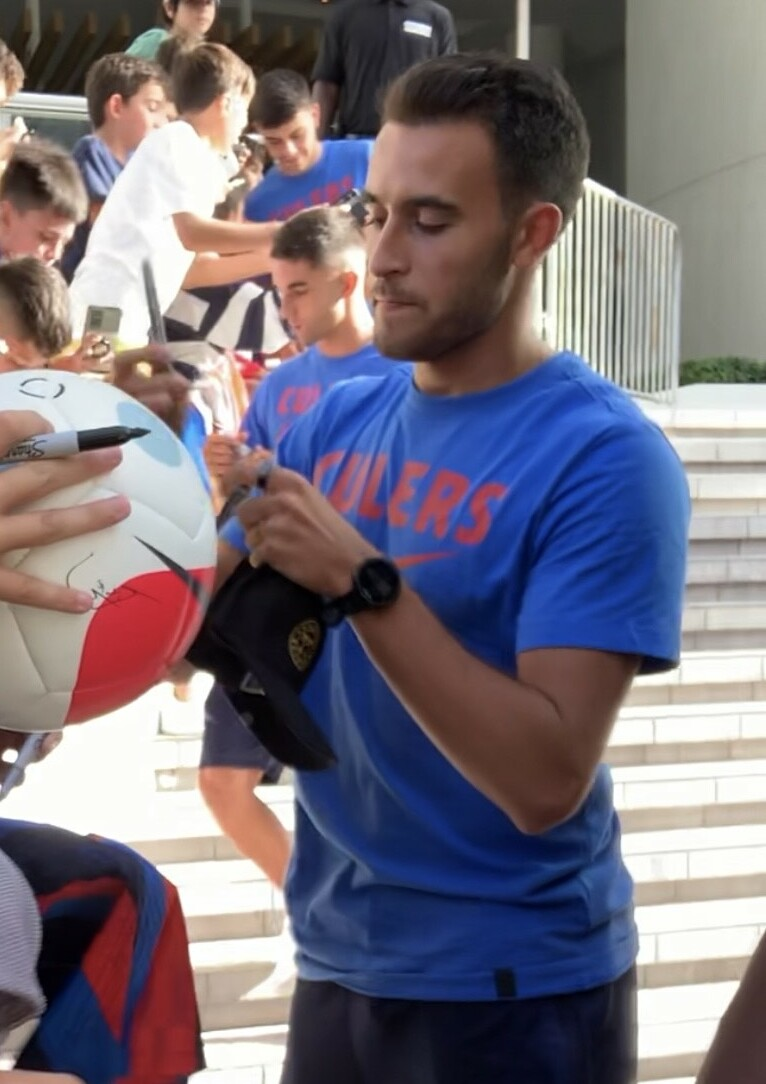
Eric García (* 2001)

- García, Ernesto (* 1974), spanischer Badmintonspieler
- Garcia, Esmeralda de Jesus (* 1959), brasilianische Sprinterin, Weit- und Dreispringerin
- Garcia, Esteban (* 1970), Schweizer Unternehmer und Autorennfahrer
- García, Estela (* 1989), spanische Sprinterin
- García, Eulalio (* 1951), spanischer Radrennfahrer
- García, Evelyn (* 1982), salvadorianische Radrennfahrerin

###### Garcia, F
- García, Federico (* 1994), uruguayischer Fußballspieler
- Garcia, Fernando (1917–2008), portugiesischer Filmregisseur und Filmkritiker
- García, Fernando (* 1930), chilenischer Komponist
- García, Fernando Gabriel (* 1981), argentinischer Handballspieler
- García, Fran (* 1999), spanischer Fußballspieler
- García, Francisco (* 1975), spanischer Straßenradrennfahrer
- García, Francisco (* 1981), dominikanischer Basketballspieler

###### Garcia, G
- Garcia, Gabriel (* 1997), brasilianischer Sprinter
- García, Gala León (* 1973), spanische Tennisspielerin
- García, Gamadiel (* 1979), chilenischer Fußballspieler
- García, Genis (* 1978), andorranischer Fußballspieler
- Garcia, George (* 1973), spanischer Labelmanager, Musiker, Komponist und Produzent
- García, Gildardo (1954–2021), kolumbianischer Schachspieler
- Garcia, Gonsalo (1556–1597), indischer Franziskaner-Laienbruder
- García, Gonzalo (* 2004), spanischer Fußballspieler
- García, Greg (* 1970), US-amerikanischer TV-Producer
- García, Gregorio Escobar (1912–1936), spanischer Oblate der Makellosen Jungfrau Maria, Märtyrer
- García, Guillermo (1947–2021), mexikanischer Fußballspieler
- García, Gustave (1837–1925), italienischer Opernsänger (Bariton) und Gesangslehrer

###### Garcia, H
- García, Héctor (* 1915), chilenischer Fußballspieler
- García, Hermenegildo (* 1968), kubanischer Florettfechter
- Garcia, Hiram, US-amerikanischer Filmproduzent

###### Garcia, I
- García, Ignacio, spanischer Handballschiedsrichter
- García, Ignacio (* 1996), spanischer Eishockeytorwart
- García, Ignacio Anaya (1895–1975), Erfinder der Nachos
- García, Iraida (* 1989), kubanische Radrennfahrerin
- Garcia, Isabel (* 1963), Schweizer Politikerin
- García, Isabel (* 1969), deutsche Rednerin, Sprecherin, Autorin und UnternehmerinIsabel García (* 1969)

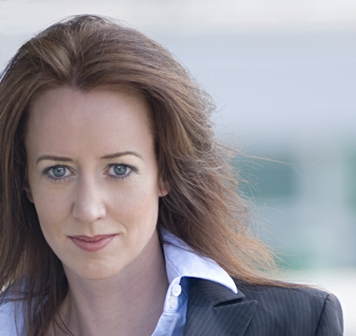
Isabel García (* 1969)

- García, Isaiah (* 1998), Fußballspieler aus Trinidad und Tobago
- García, Isidro (* 1976), mexikanischer Boxer im Fliegengewicht
- García, Ismael, mexikanischer Fußballtorhüter
- García, Iván, venezolanischer Sänger (Bass)
- García, Iván (* 1972), kubanischer Leichtathlet
- García, Iván (* 1993), mexikanischer Wasserspringer

###### Garcia, J
- García, Jair (* 1978), mexikanischer Fußballspieler
- García, Jaliesky (* 1975), kubanisch-isländischer Handballspieler
- García, Javi (* 1987), spanischer Fußballspieler
- García, Javier (* 1966), spanischer Stabhochspringer
- García, Javier El Chocolate (* 1957), mexikanischer Fußballspieler
- Garcia, Jeff (* 1970), US-amerikanischer American-Football-Spieler
- Garcia, Jennica (* 1989), philippinische Schauspielerin
- Garcia, Jerry (1942–1995), amerikanischer Musiker und Bandleader der Grateful DeadJerry Garcia (1942–1995)

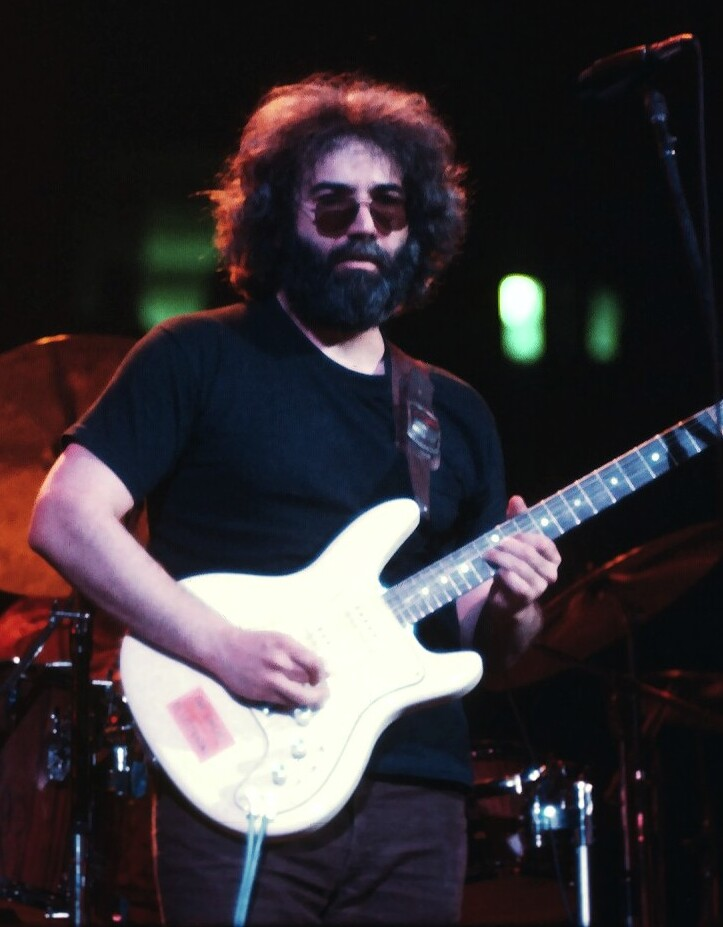
Jerry Garcia (1942–1995)

- Garcia, Jesse (* 1982), US-amerikanischer Filmschauspieler
- Garcia, Jessica Marie (* 1987), US-amerikanische Schauspielerin und Produzentin
- García, Jesús Ángel (* 1969), spanischer Geher
- García, Joan (* 2001), spanischer Fußballtorhüter
- García, Joan Pujol (1912–1988), spanischer Doppelagent im Zweiten Weltkrieg
- García, Joanna (* 1979), US-amerikanische Schauspielerin
- Garcia, João (* 1967), portugiesischer Bergsteiger
- García, Joaquín (* 2001), argentinischer Fußballspieler
- Garcia, Joe (* 1963), US-amerikanischer Politiker
- García, Joel (* 1958), mexikanischer Fußballspieler
- Garcia, John (1917–2012), US-amerikanischer Psychologe
- Garcia, John (* 1970), US-amerikanischer Rocksänger
- García, John Freddy (* 1974), kolumbianischer Straßenradrennfahrer
- García, Jon (* 1977), spanischer Taekwondoin
- Garcia, Jonathan (* 1981), US-amerikanischer Straßenradrennfahrer
- Garcia, Jonathan (* 1986), US-amerikanischer Inline-Speedskater und Eisschnellläufer
- García, Jorge (* 1956), spanischer Skirennläufer
- García, Jorge (* 1961), chilenischer Fußballspieler
- Garcia, Jorge (* 1973), US-amerikanischer SchauspielerJorge Garcia (* 1973)

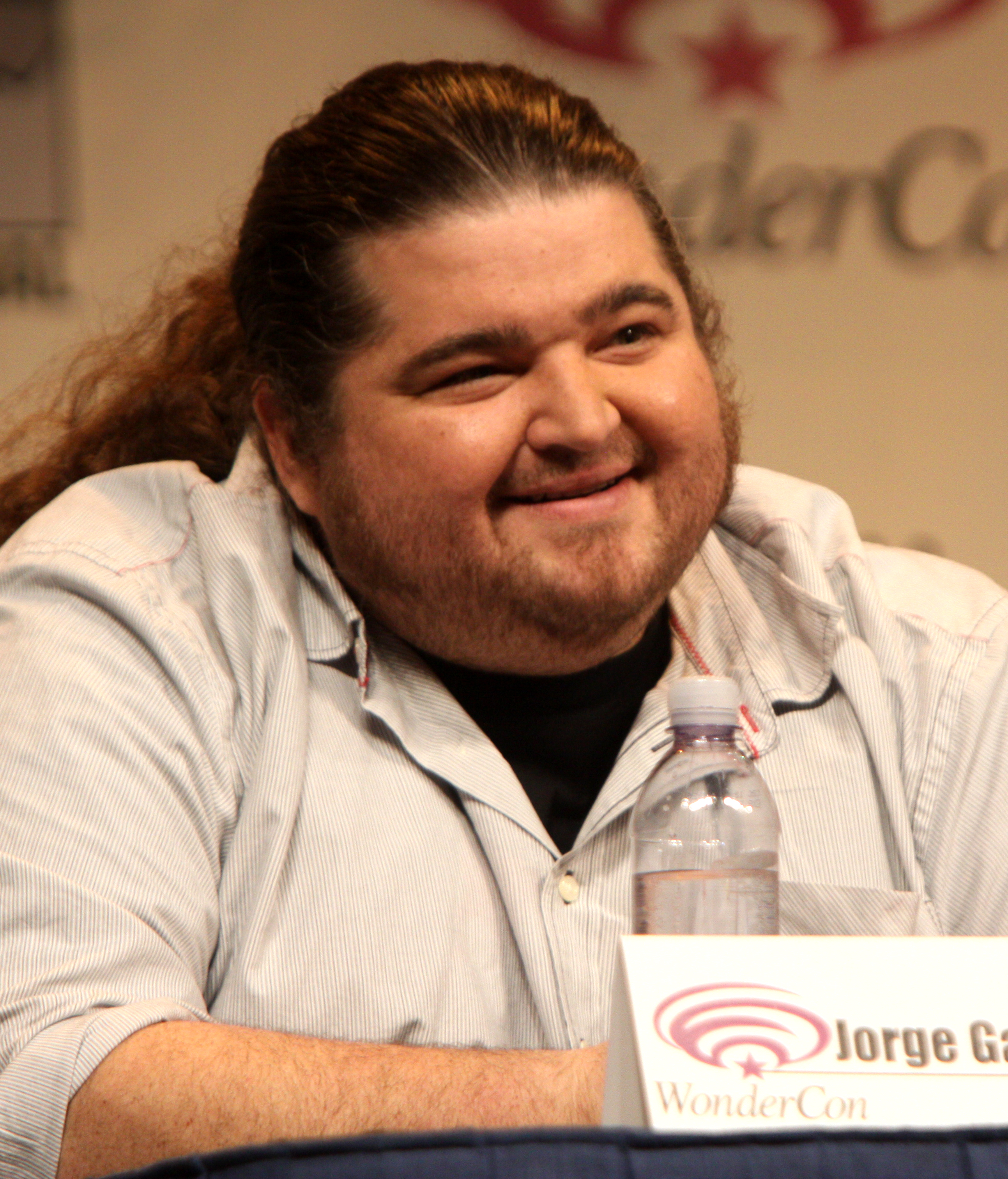
Jorge Garcia (* 1973)

- García, Jorge (* 1986), uruguayischer Fußballspieler
- García, José (1908–2000), argentinischer Geiger, Bandleader, Musikpädagoge und Tangokomponist
- García, José (1926–2011), uruguayischer Fußballspieler
- Garcia, José (* 1966), französischer SchauspielerJosé Garcia (* 1966)

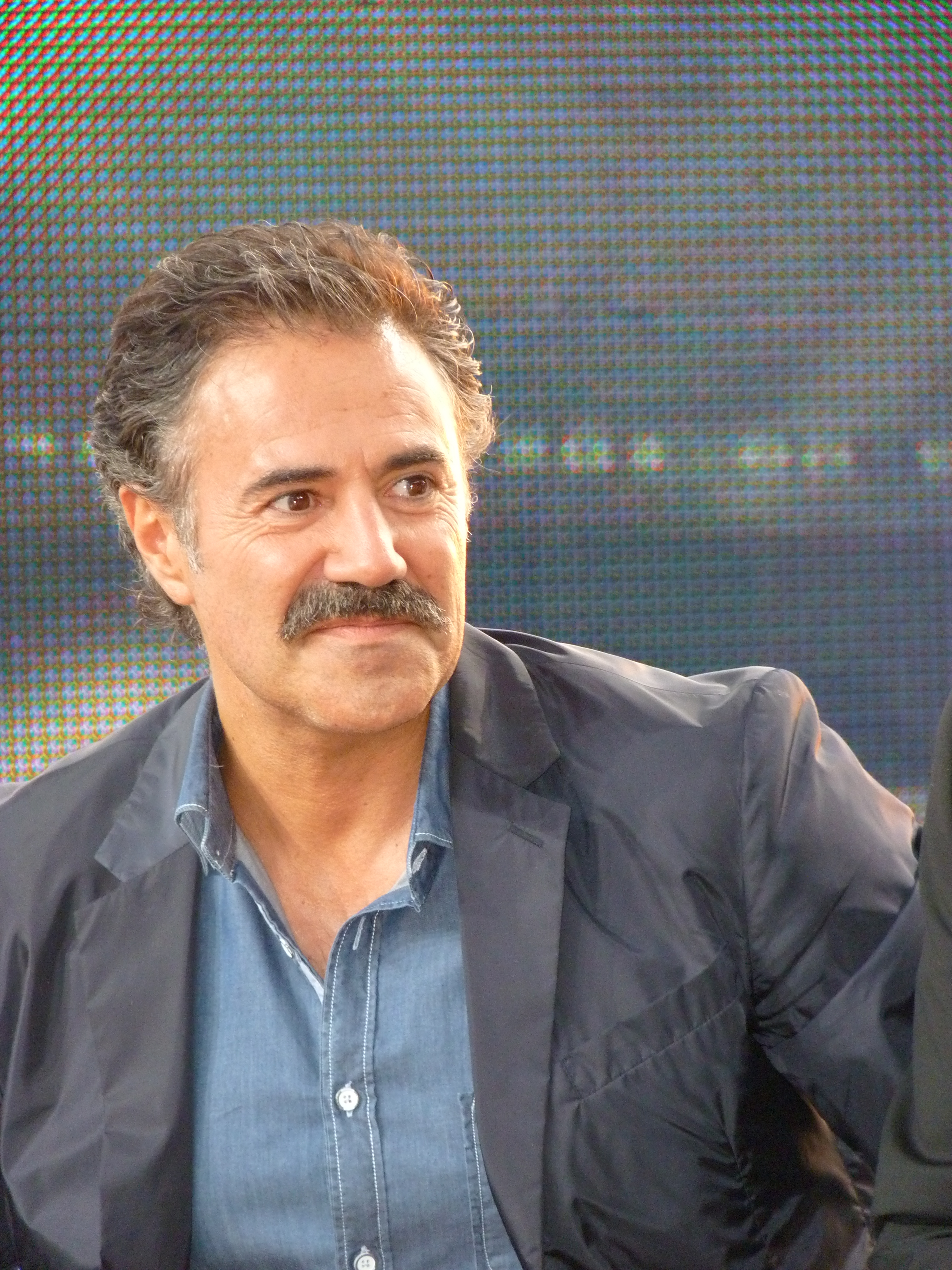
José Garcia (* 1966)

- García, José Alfredo, mexikanischer Fußballspieler
- García, José Antonio, Tontechniker
- Garcia, Jose Antonio Rey (* 1966), österreichischer Schauspieler, Choreograph, Kung-Fu-Meister und Buchautor
- Garcia, José dos Santos (1913–2010), portugiesischer Ordensgeistlicher, katholischer Bischof von Porto Amélia
- Garcia, José Genivaldo (* 1968), brasilianischer römisch-katholischer Geistlicher und Bischof von Estância
- García, José Guillermo (* 1933), salvadorianischer Militär
- García, José Julián (* 2002), spanischer Motorradrennfahrer
- García, José Manuel (* 1972), mexikanischer Radrennfahrer
- Garcia, José Maurício Nunes (1767–1830), brasilianischer Komponist
- Garcia, Joseph A. (* 1957), US-amerikanischer Politiker
- Garcia, Jsu (* 1963), US-amerikanischer Film- und Fernsehschauspieler, sowie Filmproduzent
- García, Juan Alejandro (* 1983), kolumbianischer Straßenradrennfahrer
- García, Juan Carlos (1988–2018), honduranischer Fußballspieler
- García, Juan Francisco (1892–1974), dominikanischer Komponist
- García, Juan Francisco (1953–2023), mexikanischer Boxer
- Garcia, Juan Pablo (* 1987), mexikanischer Automobilrennfahrer
- García, Juanín (* 1977), spanischer Handballspieler und -trainer
- García, Judah (* 2000), Fußballspieler aus Trinidad und Tobago
- Garcia, Justin (* 1995), Fußballspieler aus Trinidad und Tobago

###### Garcia, K
- Garcia, K. Christopher (* 1962), US-amerikanischer Molekularbiologe
- García, Katia (* 1992), mexikanische Fußballschiedsrichterin
- García, Kike (* 1989), spanischer Fußballspieler

###### Garcia, L
- García, Lautaro (1895–1982), chilenischer Maler, Sänger und Dramatiker
- Garcia, Léa (1933–2023), brasilianische Schauspielerin
- Garcia, Leddie, US-amerikanischer Jazzmusiker, Schlagzeuger, Komponist und Schauspieler
- Garcia, Lilian (* 1966), US-amerikanisch-spanische Sängerin und ehemalige Ringsprecherin bei Wrestling-VeranstaltungenLilian Garcia (* 1966)

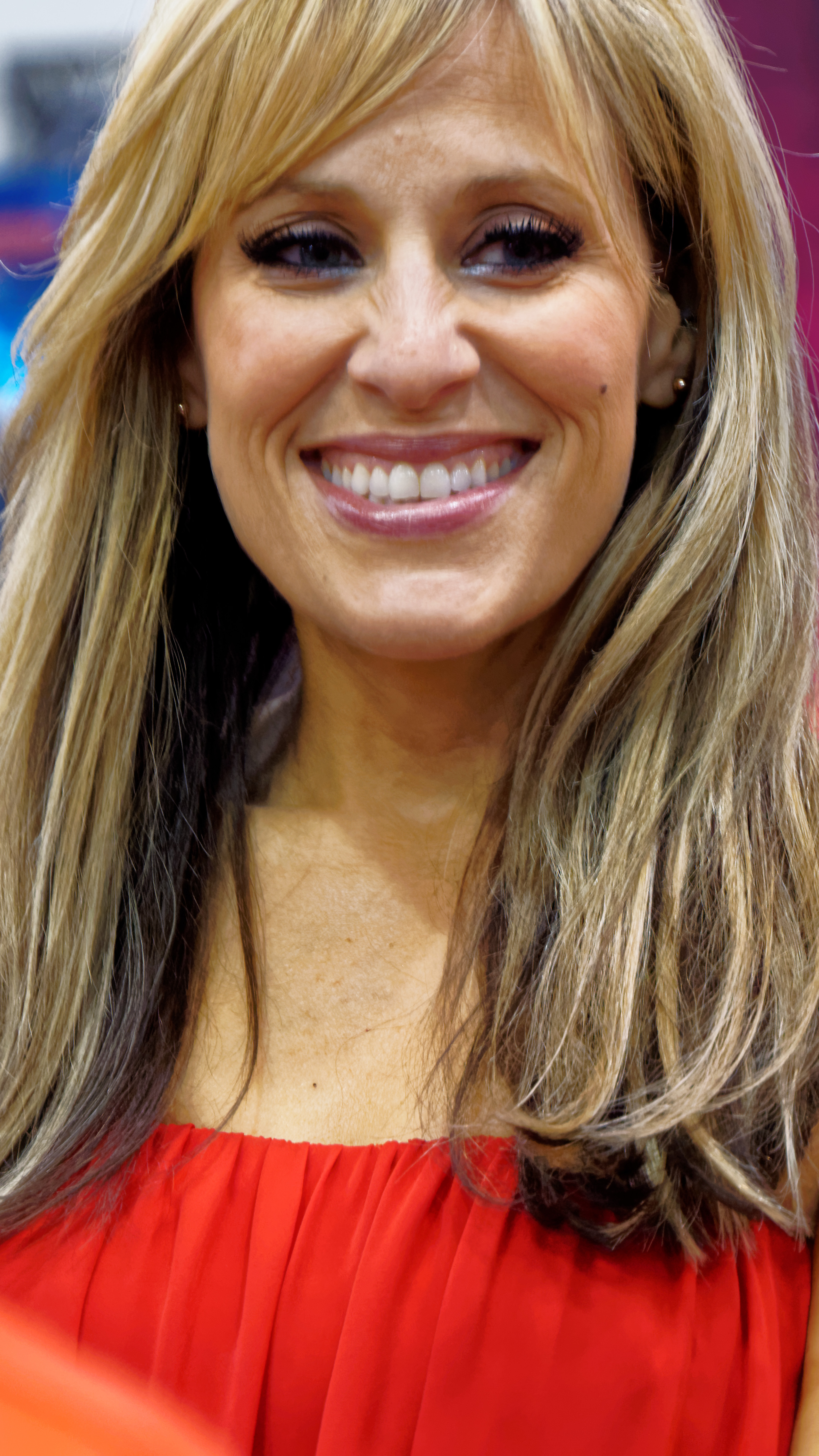
Lilian Garcia (* 1966)

- García, Lindy (* 1989), bolivianische Leichtathletin
- García, Lizzet (* 1990), mexikanische Fußballschiedsrichterin
- Garcia, Louis (* 1971), deutscher DJ und Musikproduzent
- Garcia, Louis King (1905–1983), US-amerikanischer Jazz-Trompeter und Bandleader
- Garcia, Luan (* 1993), brasilianischer Fußballspieler
- García, Lucía (* 1998), spanische Fußballspielerin
- García, Luis (* 1978), spanischer FußballspielerLuis García (* 1978)

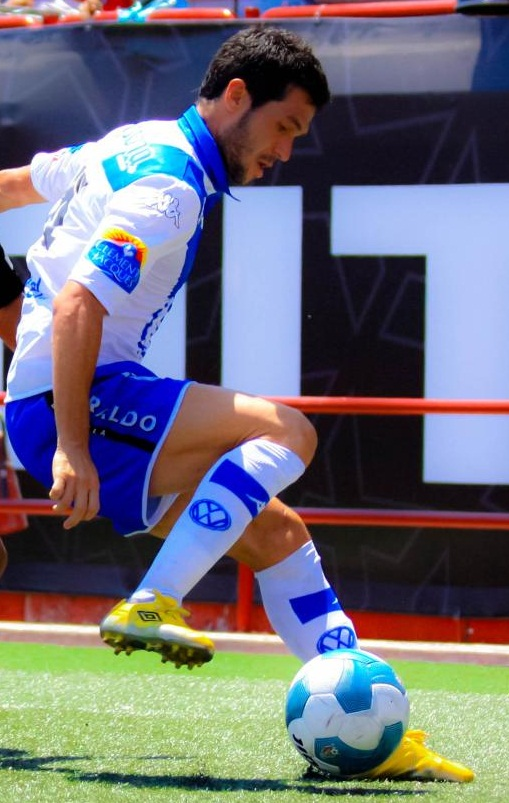
Luis García (* 1978)

- García, Luis (* 1992), mexikanischer Fußballtorhüter
- García, Luis Alberto, chilenischer Fußballspieler
- Garcia, Luis Ignacio, uruguayischer Politiker

###### Garcia, M
- García, Macarena (* 1988), spanische Schauspielerin und Sängerin
- García, Magalys (* 1971), kubanische Siebenkämpferin
- García, Maica (* 1990), spanische Wasserballspielerin
- García, Manolo, spanischer Maskenbildner
- García, Manolo (* 1955), spanischer Musiker und Komponist
- García, Manu (* 1986), spanischer Fußballspieler
- García, Manu (* 1998), spanischer Fußballspieler
- García, Manuel (* 1985), chilenischer Fußballspieler
- García, Manuel Antonio (* 1948), spanischer Radrennfahrer
- García, Manuel del Pópulo Vicente (1775–1832), spanischer Sänger und Komponist
- García, Manuel junior (1805–1906), spanischer Opernsänger (Bariton) und Musikpädagoge
- García, Marc (* 1988), andorranischer Fußballnationalspieler
- Garcia, Maria (* 1985), US-amerikanische Shorttrackerin
- García, María (* 2006), portugiesische Tennisspielerin
- García, María del Refugio (1889–1973), mexikanische Lehrerin, Feministin, Suffragette und Frauenrechtsaktivistin
- García, Mariana (* 1999), chilenische Hammerwerferin
- García, Mariano (* 1997), spanischer Leichtathlet
- Garcia, Marino, dominikanischer Radrennfahrer
- Garcia, Mario (* 1947), US-amerikanischer Zeitungs- und Zeitschriftendesigner
- García, Mario (* 1999), spanischer Mittelstreckenläufer
- García, Marisa (* 2006), spanische Fußballspielerin
- García, Marta (* 1998), spanische Mittel- und Langstreckenläuferin
- García, Marta (* 2000), spanische Automobilrennfahrerin
- García, Martín, argentinischer DJ und Produzent im Bereich der elektronischen Tanzmusik
- García, Martín Alberto (* 1977), argentinischer Tennisspieler
- García, Martina (* 1981), kolumbianische Schauspielerin
- Garcia, Mathieu (* 2002), französischer Biathlet
- García, Mavi (* 1984), spanische Radrennfahrerin
- Garcia, Max (* 1991), US-amerikanischer American-Football-Spieler
- García, Mayra (* 1972), mexikanische Beachvolleyballspielerin
- Garcia, Mayte (* 1973), US-amerikanische Sängerin, Tänzerin, SchauspielerinMayte Garcia (* 1973)

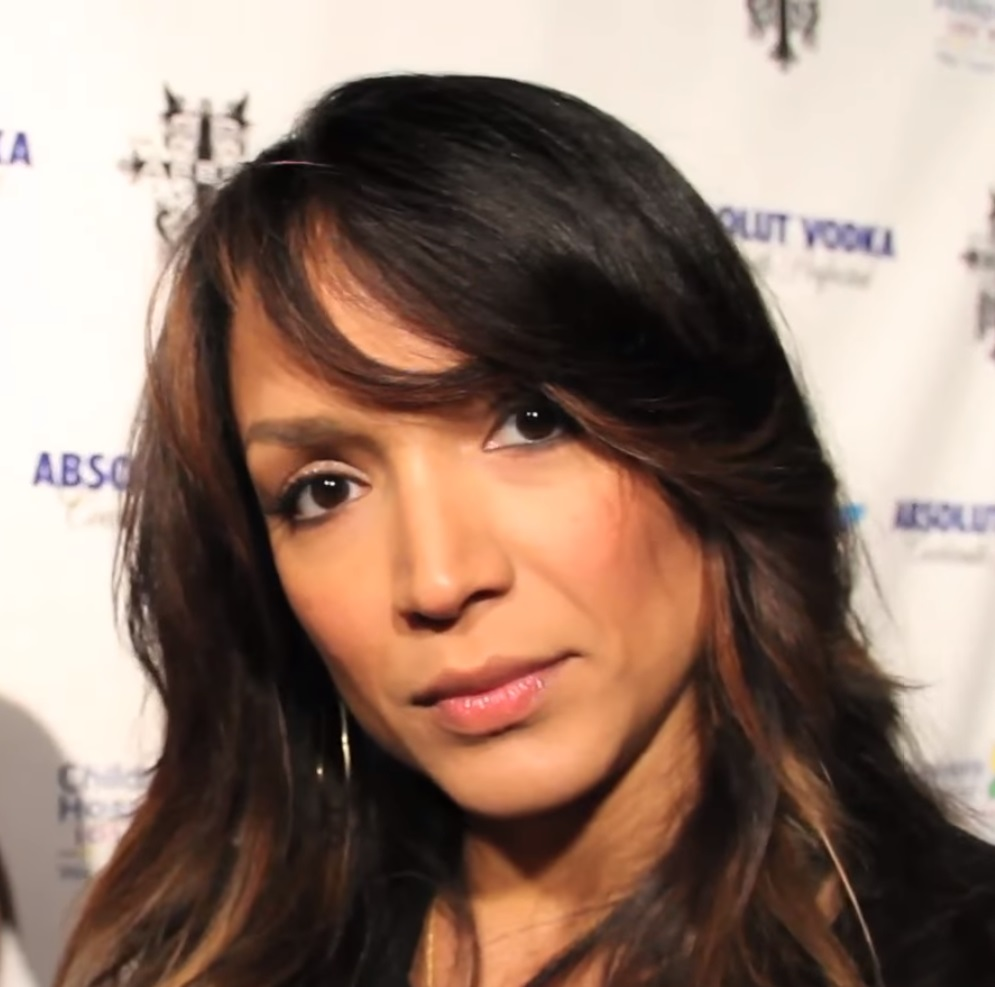
Mayte Garcia (* 1973)

- García, Melique (* 1992), Sprinter aus Honduras
- Garcia, Michael J. (* 1961), US-amerikanischer Jurist
- García, Miguel, spanischer Gitarrist, Organist und Komponist
- García, Miguel (1908–1981), spanischer Anarchist, Aktivist, Urkundenfälscher, Schriftsteller und politischer Gefangener
- Garcia, Miguel (* 1983), portugiesischer Fußballspieler
- García, Miguel Ángel (* 1987), US-amerikanischer Boxer
- García, Miguelito (1902–1993), kubanischer Sänger
- Garcia, Mike (* 1976), US-amerikanischer Politiker der Republikanischen Partei
- García, Mireia (* 1981), spanische Schwimmerin
- García, Miriam (* 1998), mexikanische Fußballspielerin
- Garcia, Mondine (1936–2010), französischer Jazz-Gitarrist

###### Garcia, N
- García, Nahikari (* 1997), spanische Fußballspielerin
- Garcia, Nanou, französische Theater- und Filmschauspielerin
- García, Néstor (1954–1993), kolumbianischer Vulkanologe und Geochemiker
- García, Néstor (* 1975), uruguayischer Leichtathlet
- García, Nicolás (* 1988), spanischer Taekwondoin
- Garcia, Nicole (* 1946), französische Schauspielerin und RegisseurinNicole Garcia (* 1946)

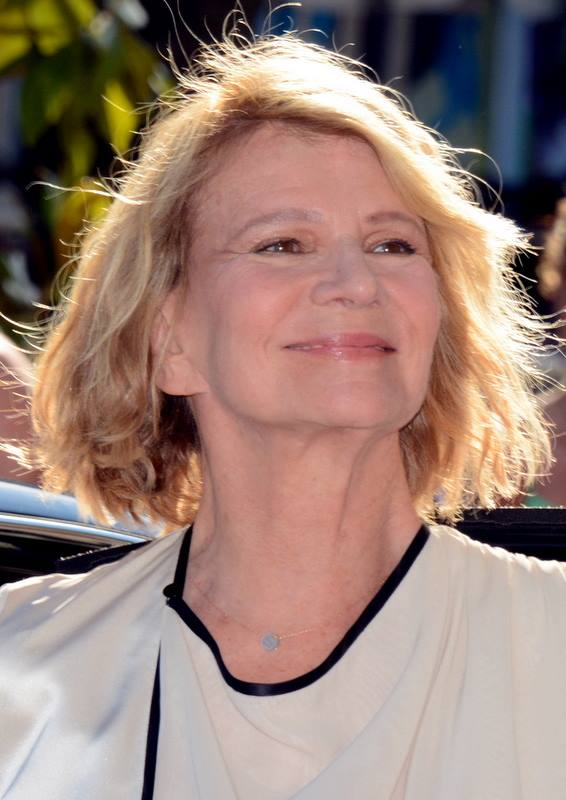
Nicole Garcia (* 1946)

- Garcia, Ninine (* 1956), französischer Jazzgitarrist und Filmkomponist
- García, Nono (* 1959), spanischer Jazz- und Flamencogitarrist
- Garcia, Nubya (* 1991), britische Jazzmusikerin (Tenorsaxophon, Flöte, Komposition)

###### Garcia, O
- García, Odilia (* 1987), peruanische Schönheitskönigin
- García, Olga (* 1992), spanische Fußballspielerin
- García, Olivia (* 2001), chilenische Hochspringerin
- García, Orlando Jacinto (* 1954), US-amerikanischer Komponist
- García, Óscar (* 1973), spanischer Fußballspieler und -trainer
- García, Osneldo (1931–2022), kubanischer Bildhauer

###### Garcia, P
- García, Pablo (* 1977), uruguayischer Fußballspieler und -trainer
- García, Pablo (* 1999), uruguayischer Fußballspieler
- García, Pablo (* 2006), spanischer Fußballspieler
- Garcia, Pat, afroamerikanische Gospel-Sängerin
- García, Paula (* 1998), spanische Sprinterin
- García, Pedro Francisco (* 1968), spanischer Wasserballspieler
- Garcia, Pompilio, uruguayischer Politiker

###### Garcia, R
- García, Rafael (* 1974), mexikanischer Fußballspieler
- García, Rafael (* 1989), uruguayischer Fußballspieler
- García, Rafael (* 1993), deutsch-spanischer Fußballspieler
- García, Raúl (* 1982), mexikanischer Boxer im Strohgewicht
- García, Raúl (* 1986), spanischer FußballspielerRaúl García (* 1986)

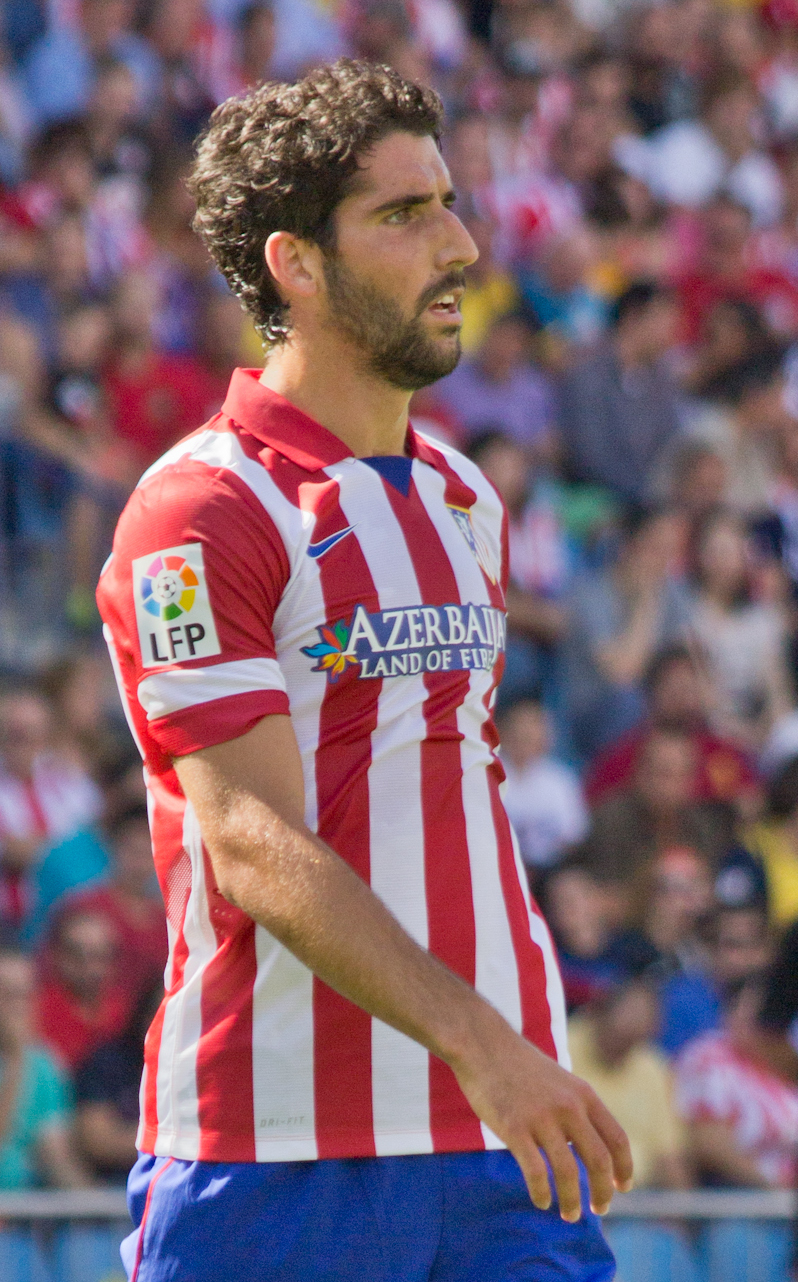
Raúl García (* 1986)

- García, René Isidoro (* 1961), mexikanischer Fußballspieler und -trainer
- Garcia, Ricardo (* 1975), brasilianischer Volleyballspieler
- Garcia, Richard (* 1981), australischer Fußballspieler
- Garcia, Richard John (1947–2018), US-amerikanischer Geistlicher, römisch-katholischer Bischof von Monterey in California
- García, Ricky (* 1971), honduranischer Fußballspieler
- Garcia, Rob (* 1969), US-amerikanischer Jazzmusiker
- García, Robert (1933–2017), US-amerikanischer Politiker
- Garcia, Robert (* 1975), US-amerikanischer Boxtrainer mexikanischer Herkunft
- Garcia, Robert (* 1977), peruanisch-amerikanischer Politiker, Bürgermeister von Long Beach
- García, Roberto († 2012), uruguayischer Karnevalist, Texter und Schauspieler
- García, Roberto (* 1937), salvadorianischer Radrennfahrer
- García, Roberto (* 1974), spanischer Schauspieler
- García, Roberto (* 1975), spanischer Langstreckenläufer
- García, Rocío (* 1997), spanische Radrennfahrerin
- García, Rodrigo (* 1959), kolumbianischer Fernseh- und Filmregisseur und Kameramann
- García, Rodrigo (* 1992), uruguayischer Fußballspieler
- García, Rolando (* 1942), chilenischer Fußballspieler
- García, Rómulo (1927–2005), argentinischer römisch-katholischer Geistlicher, Erzbischof von Bahía Blanca
- García, Ronald Víctor, US-amerikanischer Kameramann und Regisseur
- Garcia, Rosa (* 1973), osttimoresische Journalistin
- García, Rosibel (* 1981), kolumbianische Mittelstreckenläuferin
- Garcia, Rudi (* 1964), französischer Fußballspieler und -trainerRudi Garcia (* 1964)

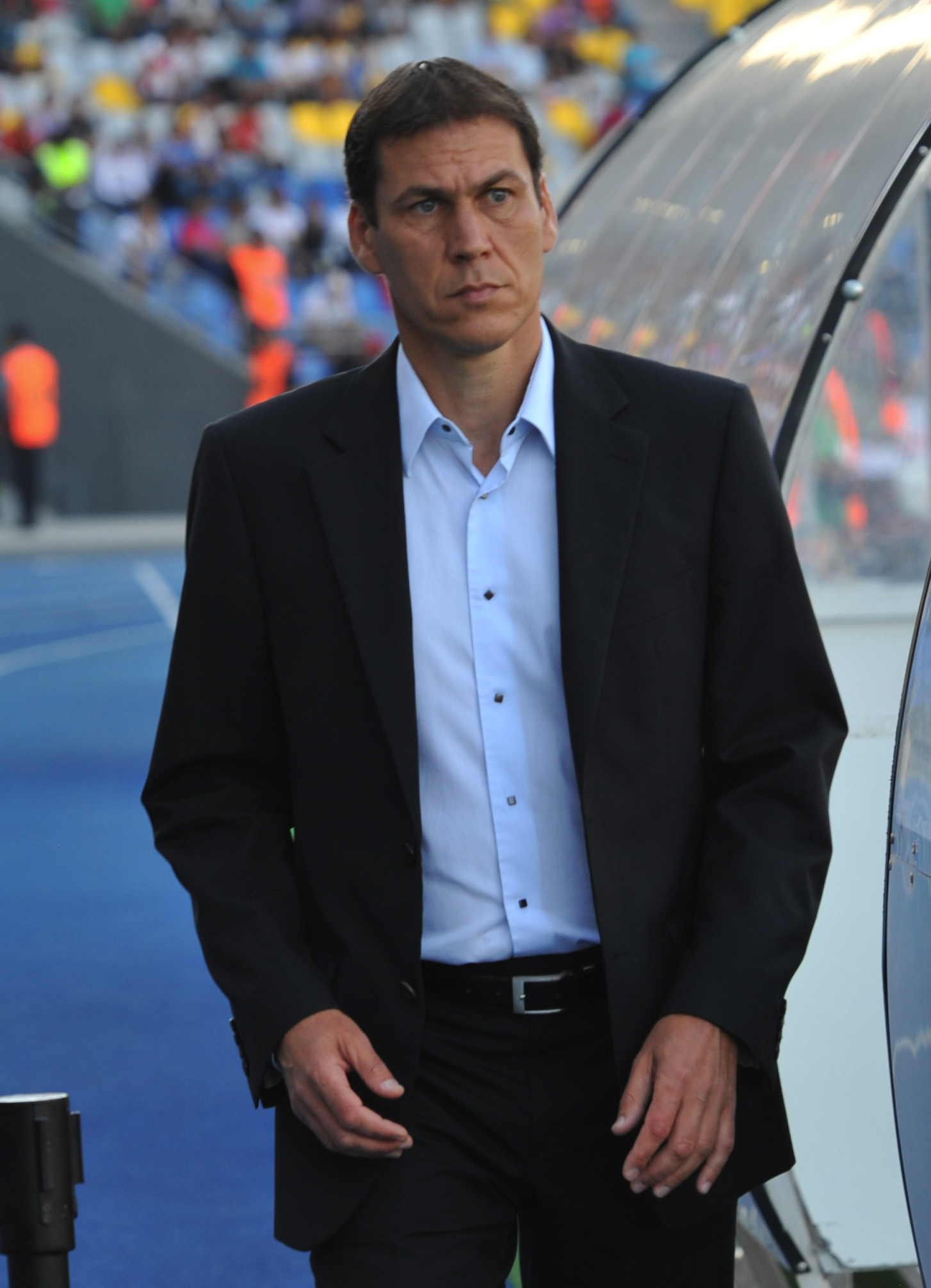
Rudi Garcia (* 1964)

- Garcia, Russell (1916–2011), US-amerikanisch-neuseeländischer Komponist, Arrangeur und Dirigent
- Garcia, Russell (* 1970), englischer Hockeyspieler
- García, Ruth (* 1987), spanische Fußballspielerin

###### Garcia, S
- García, Salvador (1921–1994), mexikanischer Sänger und Schauspieler
- García, Salvador (* 1962), mexikanischer Marathonläufer
- García, Samuel (* 1991), spanischer Sprinter
- García, Santiago (* 1988), argentinischer Fußballspieler
- García, Santiago (1990–2021), uruguayischer Fußballspieler
- García, Sergio (* 1980), spanischer Golfspieler
- García, Sergio (* 1983), spanischer Fußballspieler
- García, Sergio (* 2003), spanischer Motorradrennfahrer
- Garcia, Sharette (* 1969), belizische Sprinterin
- García, Sheila (* 1997), spanische Fußballspielerin
- Garcia, Sylvia (* 1950), US-amerikanische Politikerin

###### Garcia, T
- García, Telmo (1906–1972), spanischer Radrennfahrer
- García, Teófilo (1919–2004), mexikanischer Fußballspieler
- García, Thali (* 1990), mexikanische Schauspielerin
- García, Tito (1931–2003), spanischer Schauspieler
- Garcia, Tristan (* 1981), französischer Autor und Philosoph
- García, Txema (* 1974), andorranischer Fußballspieler

###### Garcia, U
- Garcia, Ulisses (* 1996), Schweizer FussballspielerUlisses Garcia (* 1996)

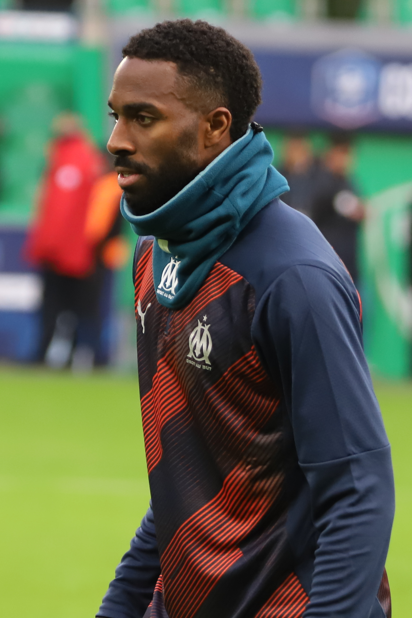
Ulisses Garcia (* 1996)

###### Garcia, V
- García, Vicente (1912–1980), mexikanischer Fußballspieler
- García, Víctor (* 1974), spanischer Film- und Fernsehregisseur
- Garcia, Victor (* 1983), US-amerikanischer Jazzmusiker (Trompete, Flügelhorn)
- García, Víctor (* 1985), spanischer Hindernis- und Langstreckenläufer
- García, Víctor (* 1990), spanischer Rennfahrer
- García, Víctor Rafael (* 1989), uruguayischer Fußballspieler

###### Garcia, W
- Garcia, Washington Luigi (* 1978), brasilianischer Fußballspieler
- García, Wilfredo (1935–1988), dominikanischer Fotograf
- García, Wilfredo (* 1977), kubanischer Ringer

###### Garcia, X
- Garcia, Xavier (* 1959), französischer Komponist und Improvisationsmusiker

###### Garcia, Y
- García, Yanet (* 1990), mexikanische Wettermoderatorin und Model
- García, Yarima (* 2004), kubanische Sprinterin
- García, Yoel (* 1973), kubanischer Leichtathlet
- Garcia, Yoly (* 1978), venezolanische Fußballschiedsrichterassistentin
- García, Yunisleidy (* 1999), kubanische Sprinterin

##### Garcia-

###### Garcia-A
- Garcia-Almendaris, Elisabeth (* 1989), deutsche Handballspielerin

###### Garcia-B
- Garcia-Barrado, Manuel (1918–2006), spanischer Widerstandskämpfer und NS-Opfer
- García-Bellido, Antonio (* 1936), spanischer Entwicklungsbiologe
- García-Berdoy, Juan Pablo (* 1961), spanischer Diplomat

###### Garcia-C
- García-Calderón Landa, Francisco (1834–1905), peruanischer Präsident
- García-Caro, Laura (* 1995), spanische Leichtathletin
- García-Casarrubios, Óscar (* 1984), spanischer Radrennfahrer
- García-Cascales, Josef (1928–2012), spanisch-österreichischer Claretiner-Pater

###### Garcia-F
- Garcia-Fons, Renaud (* 1962), französischer Musiker

###### Garcia-G
- García-Gasco Vicente, Agustín (1931–2011), spanischer Geistlicher, Erzbischof von Valencia

###### Garcia-H
- García-Hierro Caraballo, Dolores (* 1958), spanische Politikerin (Partido Socialista Obrero Español), MdEP

###### Garcia-J
- García-Jonsson, Ingrid (* 1991), schwedisch-spanische Schauspielerin

###### Garcia-L
- García-Lorido, Dominik (* 1983), US-amerikanische SchauspielerinDominik García-Lorido (* 1983)

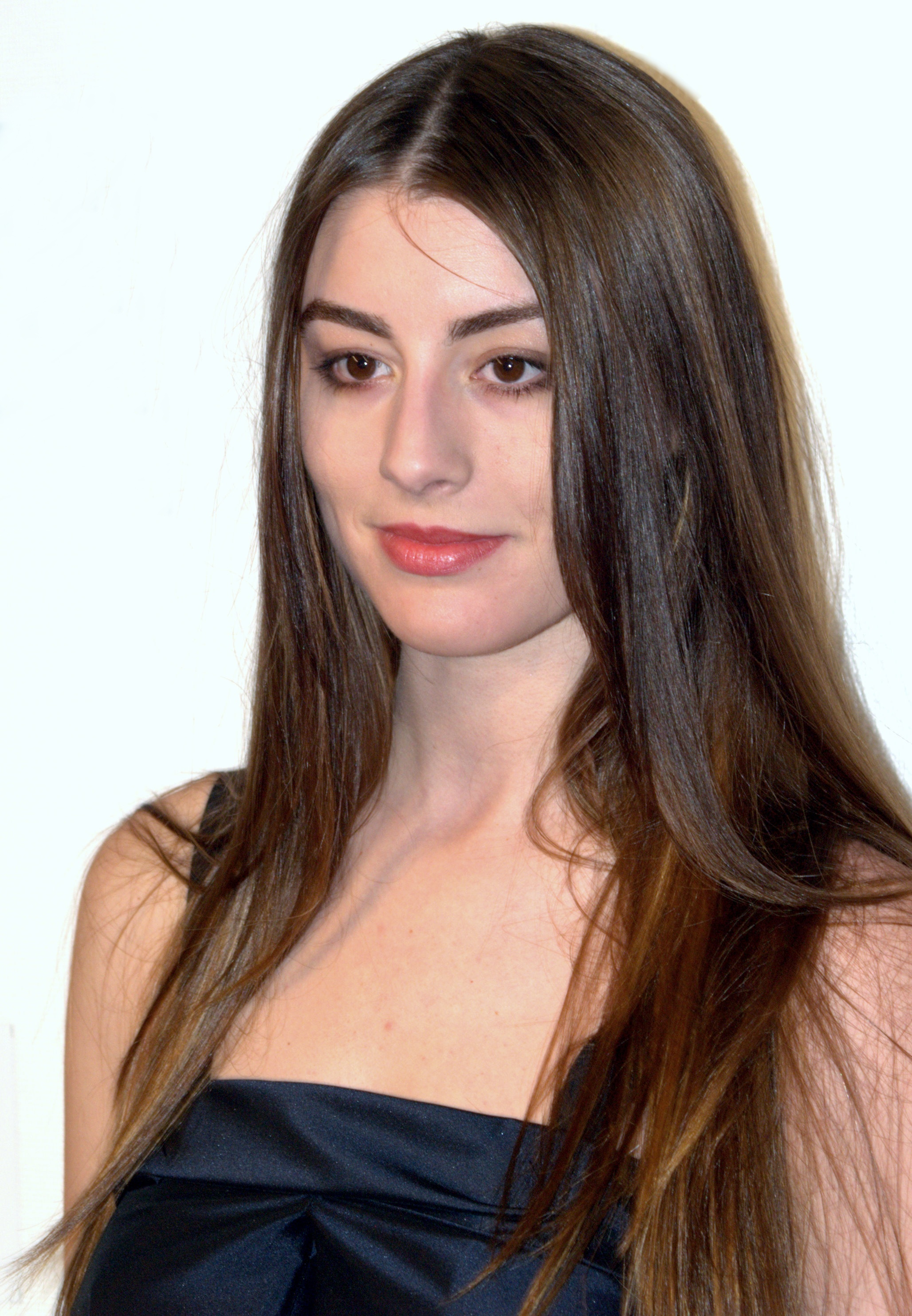
Dominik García-Lorido (* 1983)

###### Garcia-M
- García-Margallo, José Manuel (* 1944), spanischer Politiker (PP), MdEP
- García-Molina, Héctor (1953–2019), US-amerikanischer Informatiker
- García-Moncó Fernández, Faustino (1916–1996), spanischer Politiker

###### Garcia-R
- Garcia-Roza, Luiz Alfredo (1936–2020), brasilianischer Schriftsteller
- Garcia-Rulfo, Manuel (* 1981), mexikanischer SchauspielerManuel Garcia-Rulfo (* 1981)

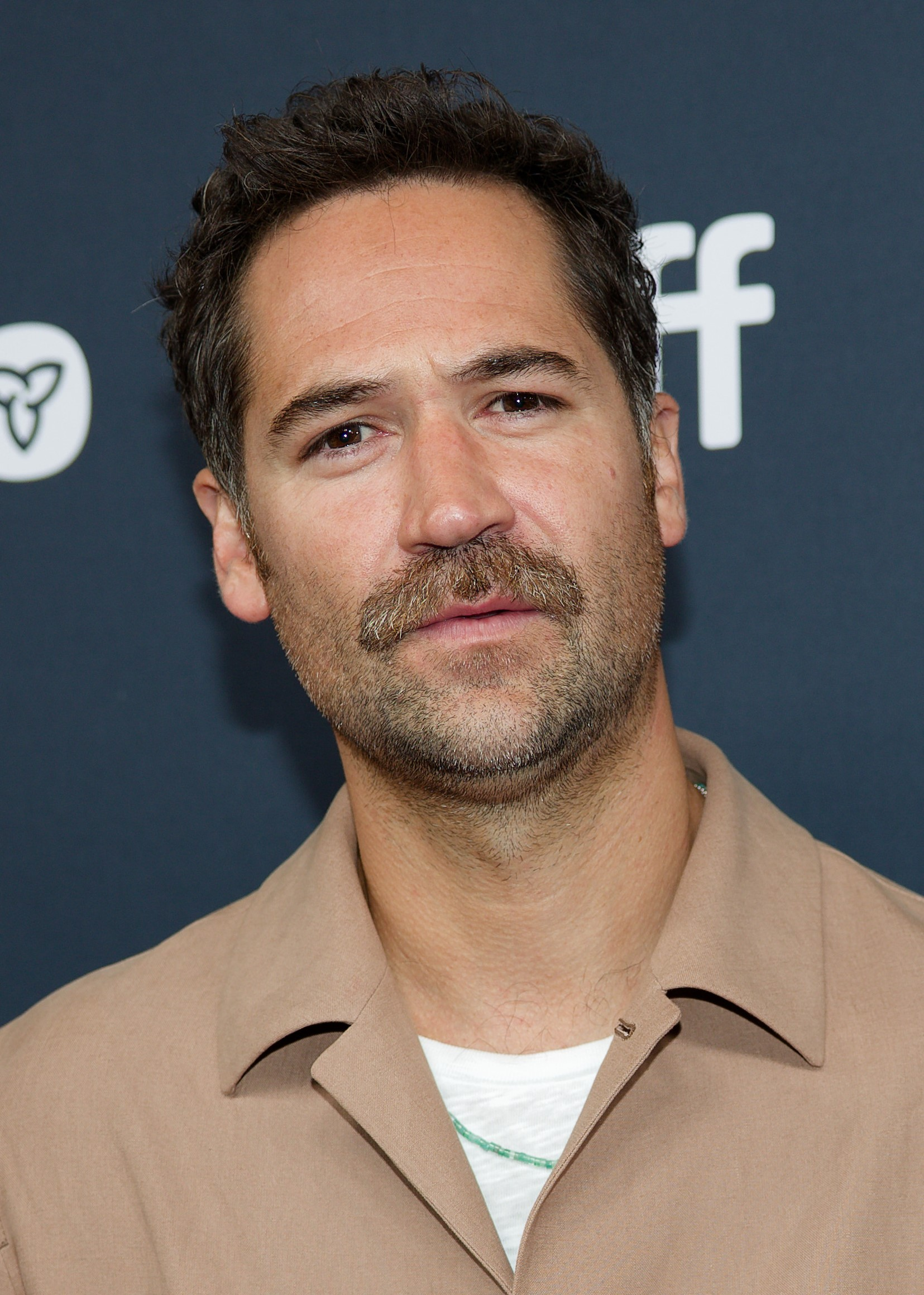
Manuel Garcia-Rulfo (* 1981)

###### Garcia-S
- García-Santacruz Ortiz, Juan (1933–2011), römisch-katholischer Theologe, Bischof von Guadix
- García-Siller, Gustavo (* 1956), römisch-katholischer Bischof
- García-Siñeriz, Ana (* 1965), spanische Journalistin und Fernsehmoderatorin

###### Garcia-T
- Garcia-Thompson, John (* 1979), spanisch-britischer Beachvolleyballspieler

##### Garciam
- Garciamendez, Alina (* 1991), mexikanische Fußballspielerin

##### Garcian
- Garciandía Goñi, Mikel (* 1964), spanischer Geistlicher, römisch-katholischer Bischof von Palencia
- Garciandia, Imanol (* 1995), spanischer Handballspieler

##### Garciap
- Garciaparra, Nomar (* 1973), US-amerikanischer Baseballspieler

##### Garcias
- Garcías i Font, Llorenç (1885–1975), spanischer Botaniker und Apotheker
- Garciasol, Ramón de (1913–1994), spanischer Schriftsteller und Essayist

#### Garcin
- Garcin de Tassy, Joseph Héliodore Sagesse Vertu (1794–1878), französischer Orientalist
- Garcin, Bruno (* 1949), französischer Schauspieler
- Garcin, Éric (* 1965), französischer Fußballspieler und -trainer
- Garcin, Étienne (1784–1859), französischer Autor, Journalist, Romanist und Provenzalist
- Garcin, Ginette (1928–2010), französische Schauspielerin und Sängerin
- Garcin, Henri (1928–2022), französischer Schauspieler
- Garcin, Jacques-Maximilien (1782–1868), französischer Schriftsetzer
- Garcin, Jenny-Laure (1896–1978), französische Malerin, Filmemacherin und Kunstkritikerin
- Garcin, Lionel (* 1972), französischer Jazz- und Improvisationsmusiker

#### Garcio
- Garcion, David (* 1973), französischer Fußballspieler

### Garck
- Garcke, Carl (1804–1888), Landwirt und Politiker in der preußischen Provinz Sachsen
- Garcke, Christian Friedrich August (1819–1904), deutscher Botaniker
- Garcke, Emile (1856–1930), deutsch-britischer Manager
- Garcke, Harald (* 1963), deutscher Mathematiker und Hochschullehrer
- Garcke, Sidney (1885–1948), britischer Manager

### Garco
- Garçon, Maurice (1889–1967), französischer Schriftsteller, Anwalt, Historiker und Mitglied der Académie française
- Garçon, Pierre (* 1986), US-amerikanischer American-Football-Spieler

### Garcy
- Garcy, Anthony (* 1939), US-amerikanischer Gewichtheber